# アフリカ

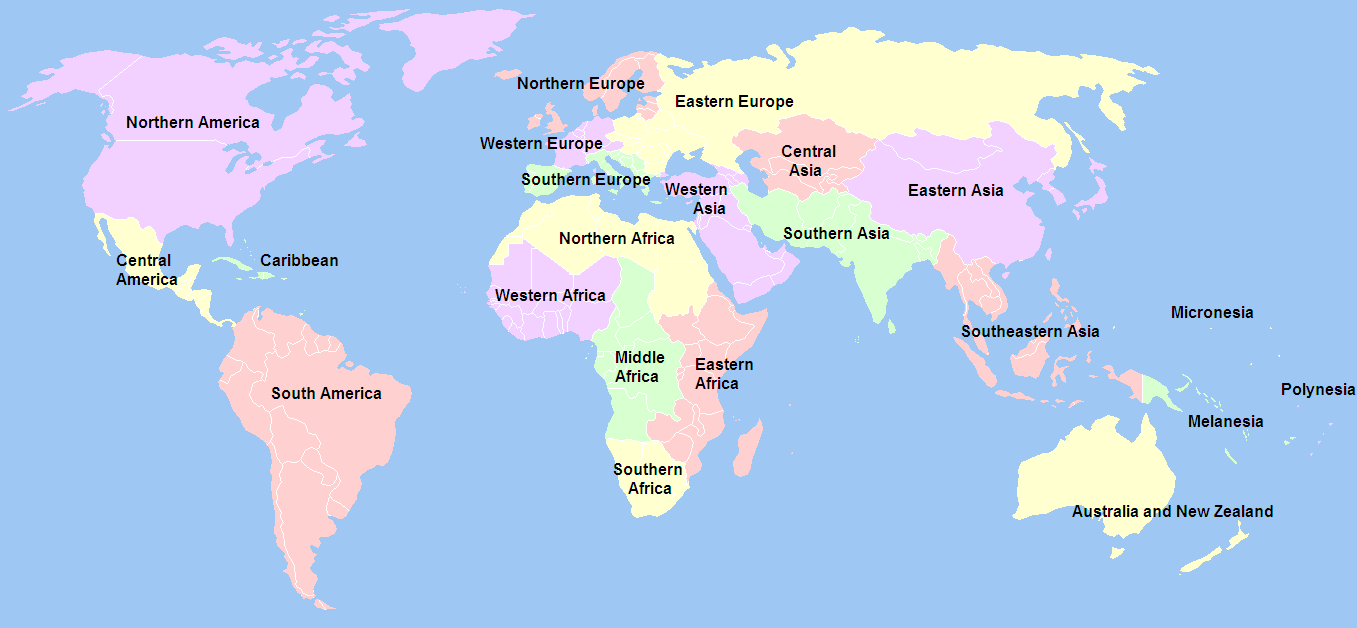
国連による世界地理区分

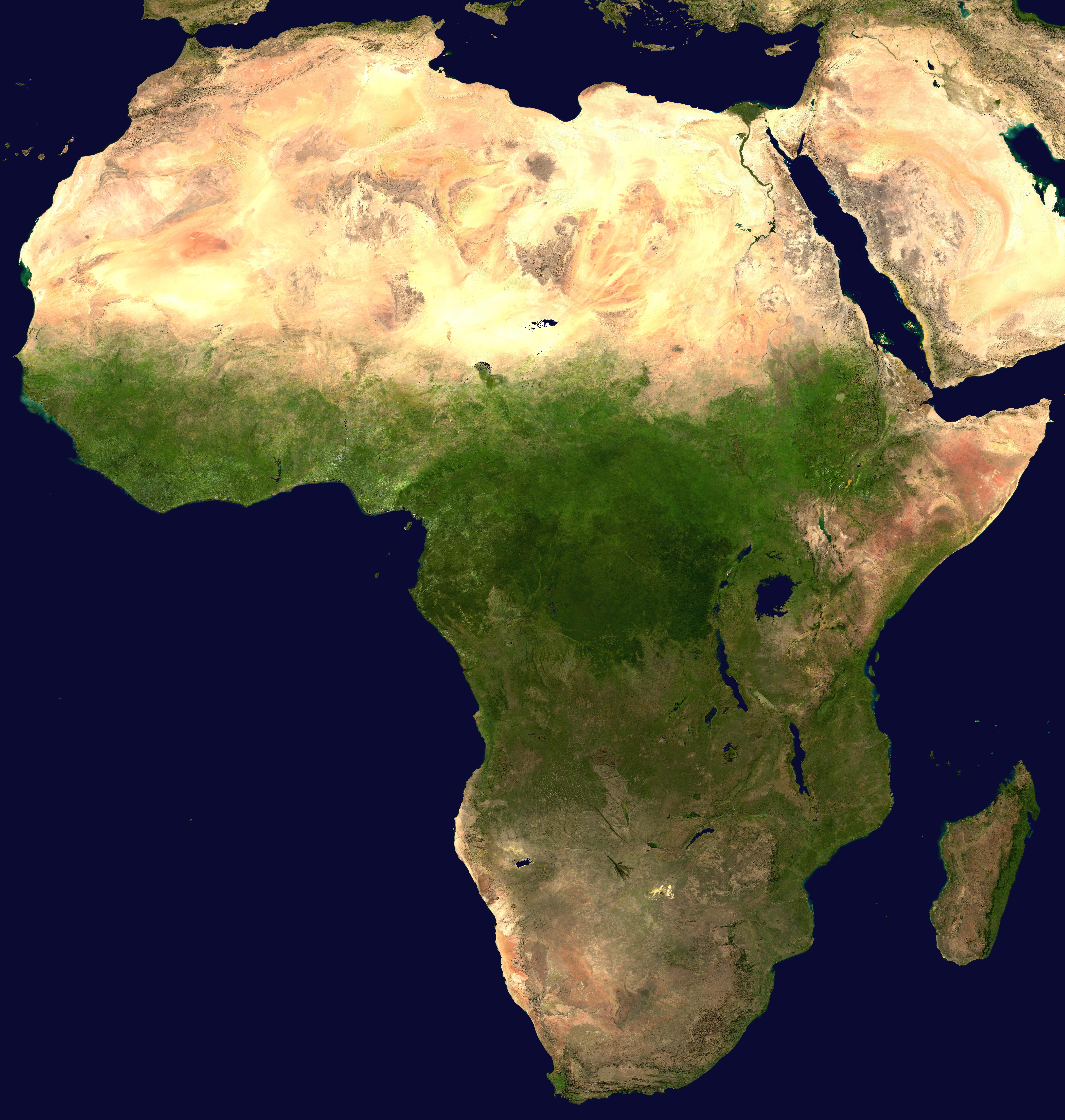
衛星画像

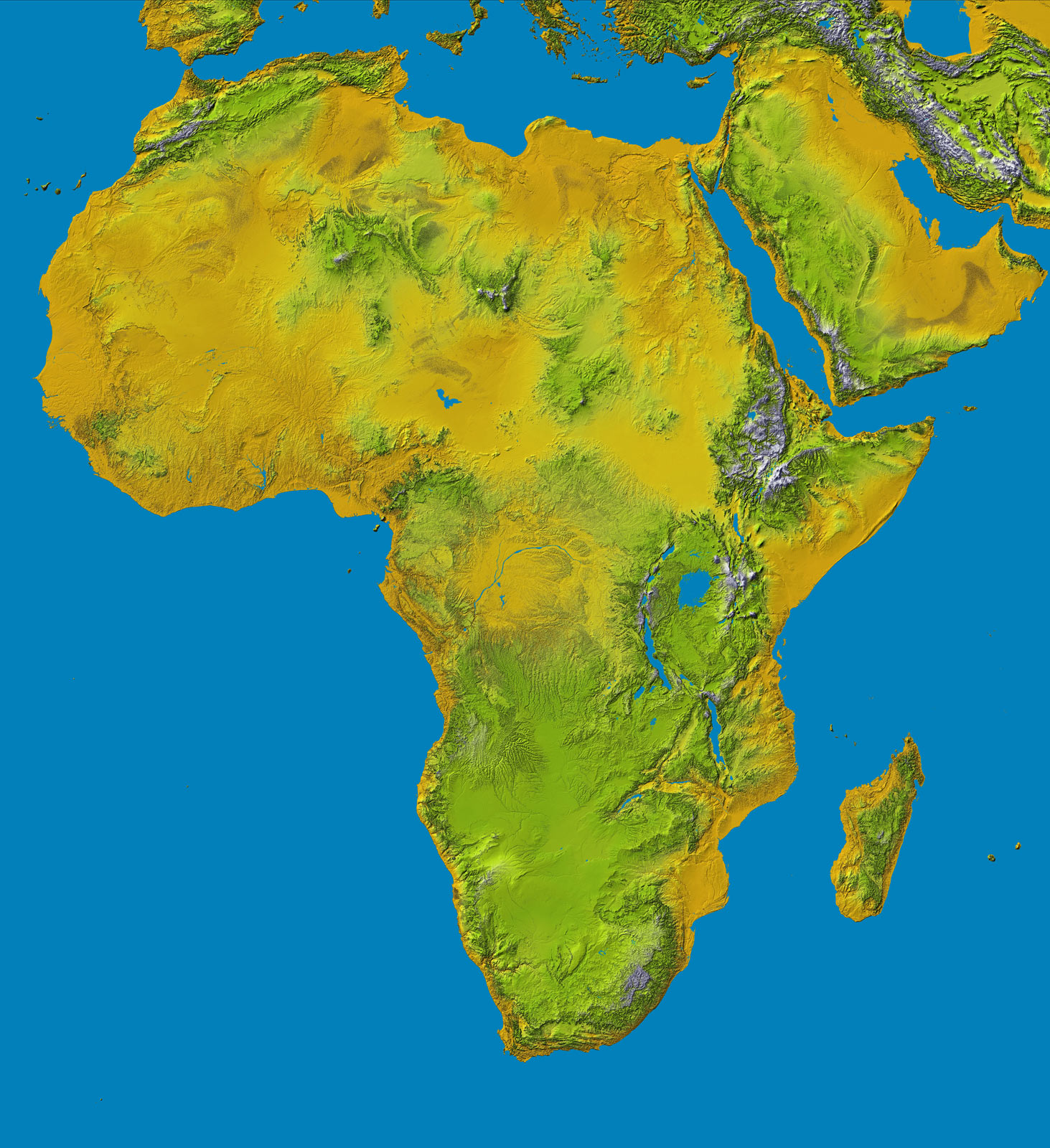
アフリカの地形（NASA）

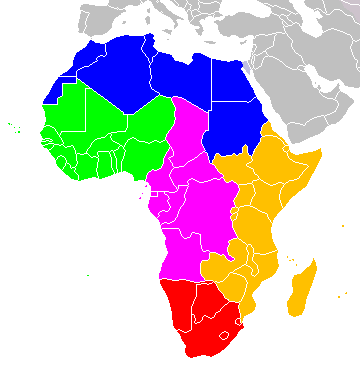
国際連合によるアフリカの地域の分類
北アフリカ
西アフリカ
中部アフリカ
東アフリカ
南部アフリカ

アフリカ（ラテン語: Āfrica、英語: Africa）は、広義にはアフリカ大陸およびその周辺のマダガスカル島などの島嶼・海域を含む地域の総称で、大州の一つ。漢字表記は阿弗利加であり阿州（阿洲、あしゅう）とも呼ぶ。省略する場合は「阿」を用いる。

## 概要
地理的には地中海を挟んでヨーロッパの南に位置する。 赤道を挟んで南北双方に広い面積を持つ唯一の大陸でもあり、それに伴って多様な気候領域がある。面積は3037万平方キロメートルで、地球表面の6%、陸地全体の20.4%を、人口は約12億人、世界人口比では14.72%を占める。2025年6月現在、島嶼を含めて54の独立国がある（ソマリランド、西サハラ、南カメルーンを含めると57カ国）。経済成長率は2025年に3.9％、2026年に4.0％と予測されている。
アフリカはアフリカ単一起源説からヒトの起源とされ、エチオピアからは20万年前のホモ・サピエンスの化石が発見され、世界遺産の南アフリカの人類化石遺跡群は人類の発祥の地と呼ばれている。アフリカは、かつてヨーロッパ諸国から「暗黒大陸」と未開の地のように呼ばれたが、ヨーロッパに知られていなかった（あるいはその存在を認めようとしなかった）だけで、実際にはヨーロッパより古い歴史と文明があった。
アフリカの地理的区分ではサハラ砂漠が大きな境界となり、サハラ砂漠より南を「サブサハラアフリカ」と呼ぶ場合もある。また、北アフリカ、中部アフリカ、東アフリカ、南部アフリカ、西アフリカに分ける区分もある。

## 語源
当初は、サハラ砂漠以北の地域をさす言葉であった。正確な語源ははっきりとはわからないが、有力説としては、現在のチュニジアに当たるカルタゴ近郊の北部アフリカに居住していたセム系部族を指す「Afri」（アフリ）と推測される。この言葉はフェニキア語の「afar」（「dust」の意）に結びつけられがちだが、1981年にはベルベル語の「洞窟に住む人々」を指す「ifri」が転じたものという仮説が提示された。これら「afar」「ifri」「Afri」は現在のアルジェリアおよびリビアに住むベルベル人のことである。ほかに、カルタゴ人が使っていたファラカ（faraqa:植民地の意）の変形または転訛という説や先住民の一部族アフェル（Afer、複数形Ifei）に由来するという説もある。他にも様々な仮説が提唱されており、歴史家レオ・アフリカヌス（1488年 - 1554年）は、ギリシア語の「phrike (φρίκη)」（「寒い」または「怖い」の意）に否定を意味する接頭辞 a-（α-）が上接し、寒さや恐れが無いところを意味する「aphrike (Αφρική)」となったと主張した。またジェラルド・マッセイは1881年に、エジプト語の「af-rui-ka」が語源だとの仮説を発表した。それによると、「af-rui-ka」は「カーの始まりに回帰する」を意味する。この「カー」は「すべての人々」と、カーの始まりという用法で「子宮・生誕地」両方の語源である。エジプト人にとってアフリカとはまさに「誕生したところ」を意味する。
起源が上述のいずれの説であるにしろ、ローマ時代、カルタゴがアフリカ属州になると、ラテン語で「アフリカ人の土地」を表す「Africa terra」（「-ca」は形容詞化接尾辞女性形）から「Africa」という語形が生じた。これが現在の『アフリカ』という言葉の直接の始まりである。その後、サハラ砂漠以南についての人類の知見が広がるに従い、サハラ砂漠の南北を含めて一つの大陸の名となった。
アイルランド語の女性名 Aifric は Africa と英語化されるが、地名とは関係が無い。

## 歴史

### アフリカの形成

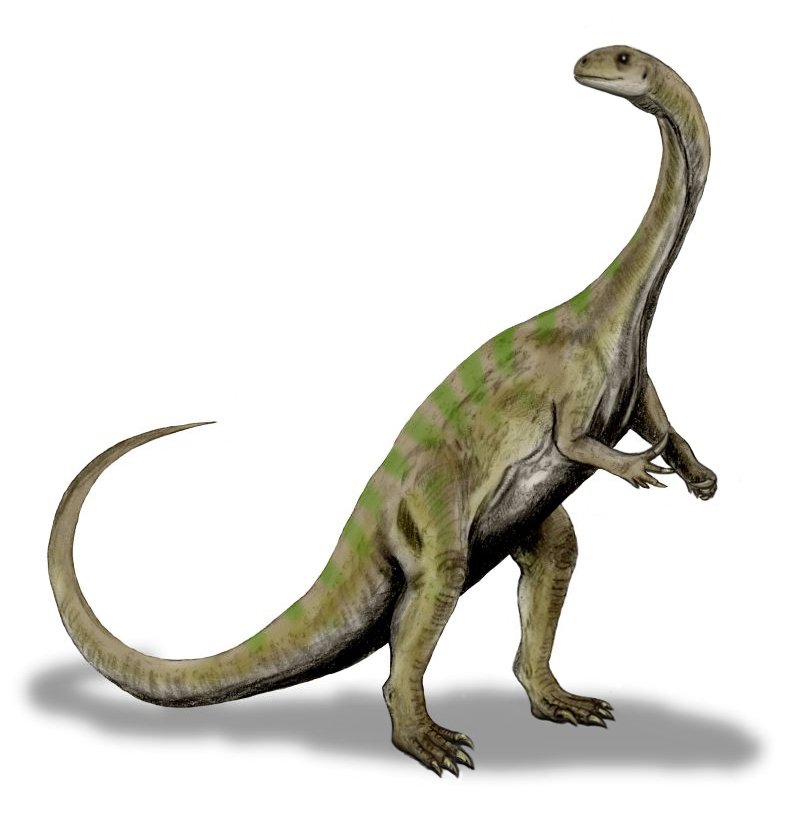
アフリカの古竜脚類/基盤的竜脚形類であるマッソスポンディルス

中生代初期、アフリカは他の大陸と同じく超大陸パンゲアを形成した。その状況下で、獣脚類や竜脚形亜目また原始的な鳥盤類が、三畳紀終わり頃まで繁殖していた。これらの化石はアフリカのいたるところで発見され、特に南部で顕著に見られる。三畳紀とジュラ紀を分ける地球規模の絶滅を示す発掘は、アフリカではあまり行われていない。
初期ジュラ紀の地層は三畳紀後期と重なって分布し、南部で多く露頭する。しかし化石層は南部では少なく、北に行くほどその数は優勢になってゆく。ジュラ紀には、アフリカでは竜脚下目や鳥脚目などの恐竜が広い範囲で隆盛を極めた。中期の研究はあまり進んでいない。後期も発掘は遅れているが、数少ない例外に当るタンザニアのテンダグル層では、北アメリカ西部で見つかったモリソン層の古生物学的様相と非常に近似したところが見られた。

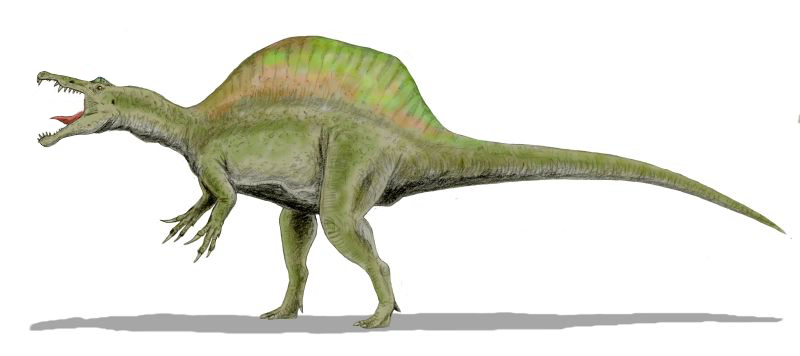
スピノサウルスはアフリカを代表する肉食恐竜である。

1億6千年前-1億5千年前の中生代の中頃、ゴンドワナ大陸には後のインド亜大陸とマダガスカルが繋がっていた。そのため、マダガスカルからはアベリサウルスやティタノサウルス上科の化石が発見される。 その後、白亜紀初期にインドとマダガスカルは分離を始め、後期にはこの2つの陸塊も分離して現在に至る。中生代、マダガスカルとアフリカ大陸の相対的な位置には変化が無かった。その一方でパンゲア大陸そのものの変化は進行し、白亜紀後期の初め頃には南アメリカがアフリカから分離し、南大西洋が形成された。この出来事は海流の変動を呼び、地球規模の気候形成に影響を与えた。
この白亜紀には、アロサウルス類や最大の肉食恐竜として知られているものを含むスピノサウルス類などが繁栄していた。ティタノサウルス属は当時の生態系の重要な草食動物であった。アフリカでは、発掘された白亜紀の遺物は多いがジュラ紀のそれは少なく、今後の調査が待たれる。

### 先史時代

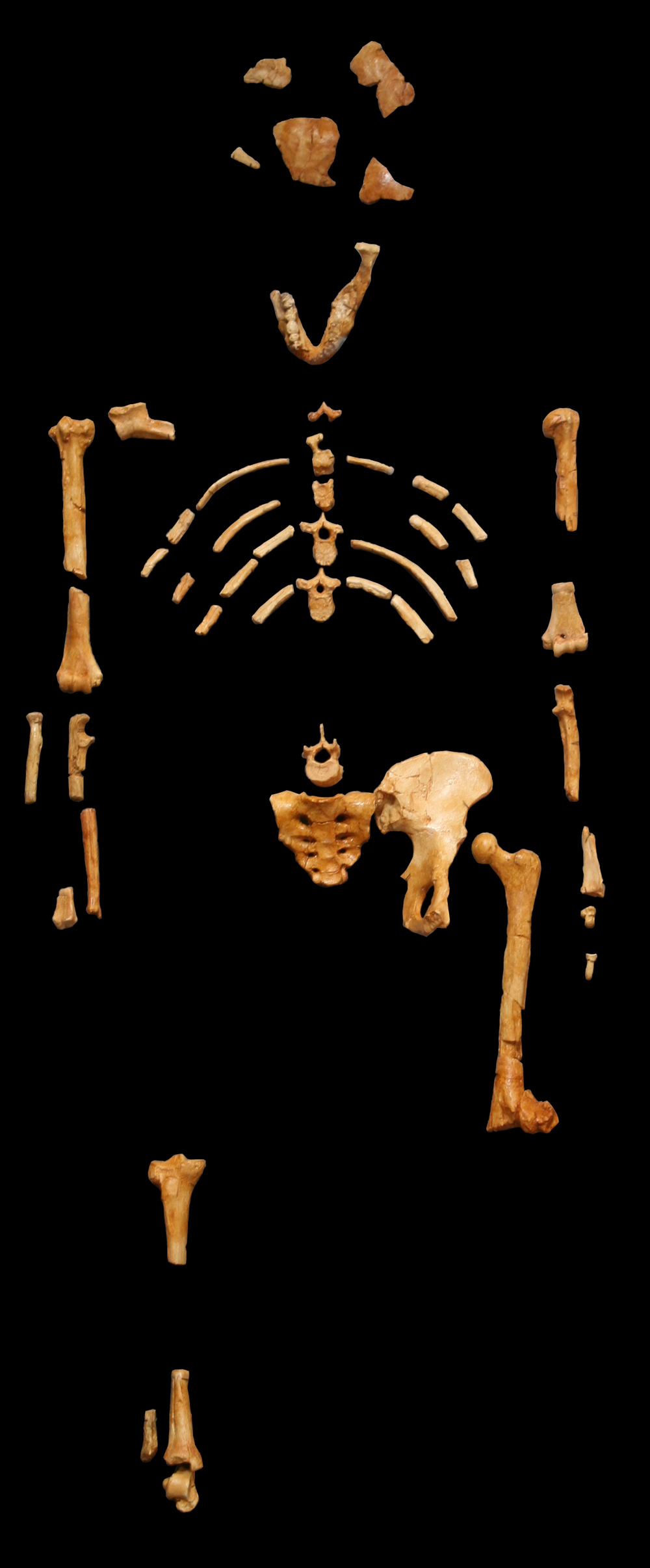
アウストラロピテクス・アファレンシスのルーシー。この骨は1974年11月24日、エチオピアのアファール盆地、アワッシュ川下流域で発見された。

ほとんどの古人類学者は、人類はアフリカで生まれたという説を採っている。アフリカは大陸移動や地殻変動から、大規模な気候変動を繰り返していた。人類の発生は約4000万年前に遡る東部での隆起帯が形成され、乾燥化が進展したことが要因にあると考えられる。「イーストサイドストーリー」では、豊かなコンゴ盆地の森林から一部のサルが乾燥したサバンナへ分かれ、進化が始まったという。
南アフリカのヨハネスブルグ北部などが人類が初めて住んだ場所と考えられる。20世紀中頃には、人類学者たちは既に700万年以上古い人類の化石や生存の証拠類を発見していた。化石は、いく種もの類人猿に近い人類のものが発見され、放射年代測定から紀元前390-300万年頃に生きたと考えられるアウストラロピテクス・アファレンシスや紀元前230-140万年頃のパラントロプス・ボイセイ、紀元前190-60万年頃のホモ・エルガステルが人類へ進化したと推察される。先史時代、他の大陸と同様にアフリカに住む人類は、国家を持たず、現代のコイコイ人やサン人のように狩猟採集社会の集団をつくって生活していた。
アフリカはおおまかに、氷河期に乾燥して砂漠が拡大し、間氷期には森林が拡大するという循環を繰り返していた。20000年前頃には拡大をしていたサハラ砂漠は、12000年前頃には縮小に転じ、森林地帯の広がりとともにチャド湖など湖水の面積も大きくなった。この北部アフリカの「緑のサハラ」地域で人類は、狩猟や漁撈また牛の牧畜なども行っていた。
しかし5000年前頃から乾燥化が急速に始まり、砂漠の拡大と生存可能域の縮小に伴って人類は熱帯性気候の西や南、ナイル川流域などに移住して行った。

### エジプト・地中海文明の発生
アフリカを歴史的、文化的に大きく区分すると、北アフリカの文化圏、西アフリカの文化圏、東アフリカの文化圏に区分される。東アフリカがコプト正教会のエチオピアとイスラム教のインド洋沿岸部と大きく区分されるほかは、西アフリカで独特なアニミズムの伝統が濃厚に残ってきたにもかかわらず、イスラム文化圏であったことが共通している。

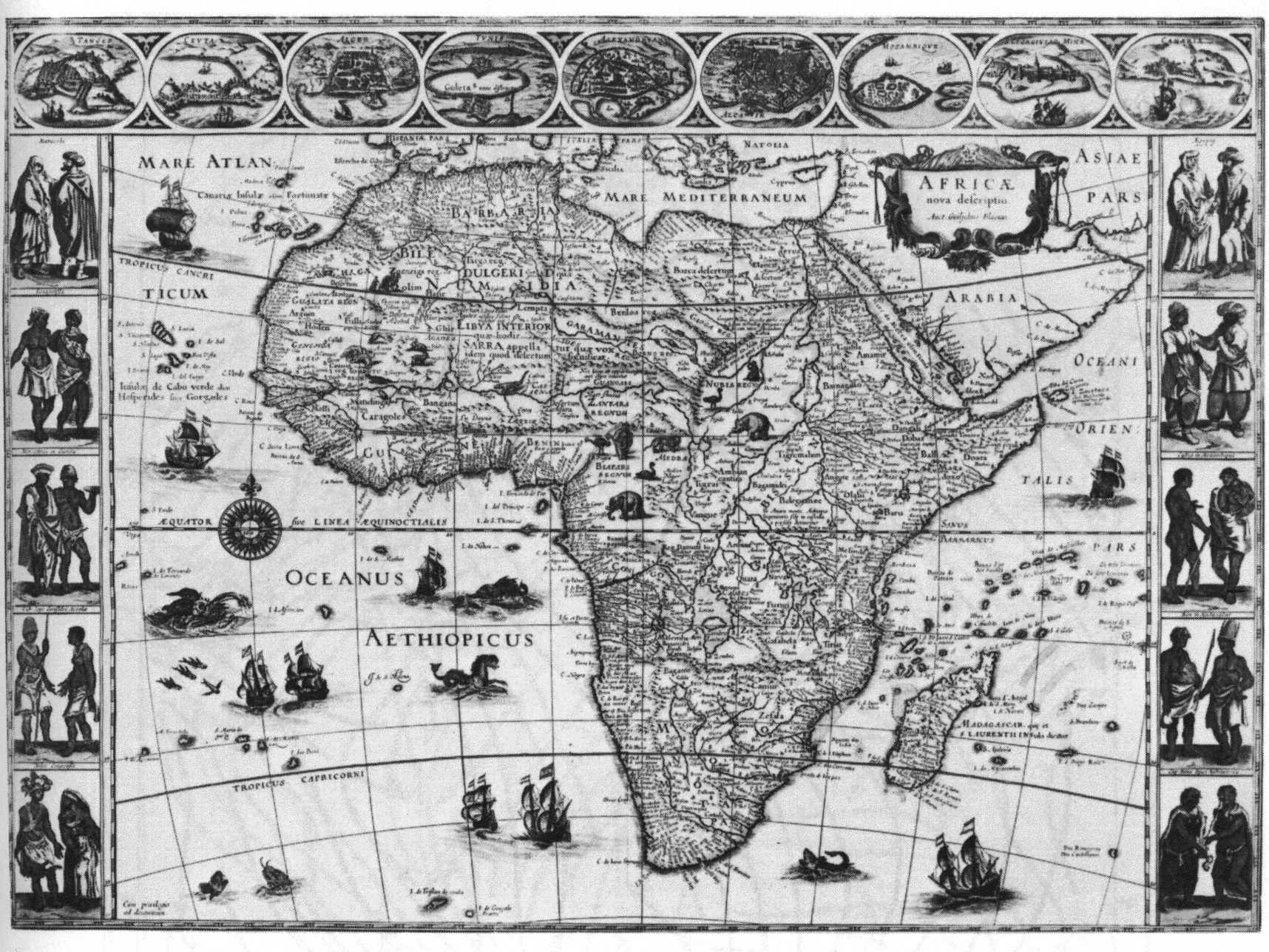
アフリカの地図（G. and I. Blaeuによる1648年の地図） ポルトガル人のヴァスコ・ダ・ガマがインド洋航路を発見した150年後に制作された。海岸線は正確だが、内陸部、特に河川の流路に関する情報が極端に不足していたことが分かる。例えばナイル川が南部アフリカに達しており、ニジェール川の流路は全く異なっている。冒頭の地図と比較されたい。

最古の史料が残っているのはファラオによる支配が始まったナイル川流域の古代エジプト王国であり、紀元前3300年頃の文字記録が発見されている。これは世界最古の文明の一つで、ヒエログリフから派生したワディ・エル・ホル文字と原シナイ文字（原カナン文字）は世界の殆どのアルファベットの起源になったとされる。紀元前2900年頃、メネス王が上下エジプトを統一して以来、古王国時代に築かれたピラミッドでも世界的に知られている。紀元前1000年頃には製鉄技術が北アフリカにも伝播し、急速に広がってブラックアフリカ北部まで鉄器が使われるようになった。
一方、チュニジアでも紀元前800年頃にフェニキアの植民都市としてカルタゴが築かれ、経済大国となった。紀元前146年にカルタゴは共和政ローマに滅ぼされ、ローマ支配下のアフリカ属州となった。5世紀、ローマ帝国が弱体化し、ゲルマン民族の大移動の時代に、チュニジアでは、ヴァンダル族が、429年、カルタゴの故地にヴァンダル王国を建設したが、地中海世界の再統一に燃える東ローマ帝国によって534年に滅ぼされた。しかし、東ローマ帝国の北アフリカ支配も長くは続かず、636年、パレスチナのヤルムク河畔で日の昇る勢いのイスラム帝国（正統カリフ）に敗れると、エジプトを奪われ、北アフリカはウマイヤ朝時代にイスラム勢力の支配下に入った。アッバース朝時代に勢力争いで、ハールーン＝アッラシードに敗れたイドリースは、マグリブ（現モロッコ）の地へ逃げて、フェズにイドリース朝を開いた。9世紀以降、アッバース朝カリフは、800年にチュニジアのアグラブ朝、868年にエジプト総督代理のイブン＝トゥルーンが築き、フマーラワイフが貢納を条件にエジプト総督を世襲して事実上エジプト独自のイスラム王朝となったトゥルーン朝、トゥルーン朝滅亡後、やはりエジプト総督のイブン＝トゥグジュにイフシードの称号を与えるとともに大幅な自治を認め、イフシード朝の建国（935年）を許すなど分裂傾向を強めた。

### 西アフリカ・北アフリカ

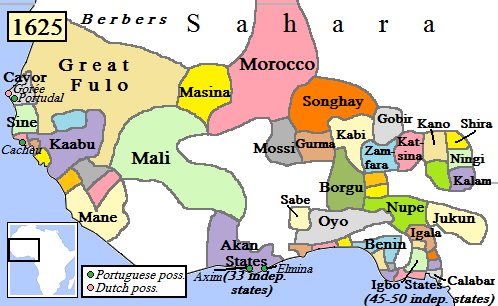
1625年の西アフリカ

西アフリカでは、紀元前900年にさかのぼるといわれる土偶と製鉄技術をもったノク文化がナイジェリアの北部で生まれ、土偶の様式は、アフリカ中部から南部の彫刻に大きな影響をあたえた。ナイジェリアでは、9-10世紀のやイボ文化やイボ＝ウクゥ遺跡（イボ＝ウクゥ）、10-13世紀のヨルバ文化（イフェ）、14-18世紀のベニン王国が繁栄し、優れた青銅製品で知られている。また西アフリカでは、紀元前500年頃に金属加工技術が到達したが、さらなる拡大は紀元後になった。エジプトやヌビア、エチオピアなど紀元前500年頃に製作された北部アフリカの青銅器が西アフリカで発掘されている。これは当時からサハラ交易が行われていた事を示す。この交易を背景に繁栄したのがセネガル川上流とニジェール川上流に4世紀にさかのぼるといわれるガーナ王国であり、11世紀後半まで岩塩と金の中継貿易で興隆を誇った。その後、交易路の東漸に伴って、マリ帝国がニジェール川上流のニアニを首都とし湾曲部のトンブクトゥを版図に含んで13-15世紀前半まで繁栄、ソンガイ帝国が15世紀後半から16世紀にかけて、ニジェール川湾曲部を中心にナイジェリア北部のハウサ諸国を従え、マリ帝国を屈服させてその版図の大部分を奪い、ほぼ西スーダンを統一する広大な版図を誇った。
一方、西スーダンのこのような王国のサハラ越えの隊商による交易に利害のあった北アフリカ西部、マグリブにもベルベル人によって11世紀中葉-12世紀中葉にムラービト朝、12世紀中葉-13世紀頃にムワッヒド朝、13-15世紀にマリーン朝という強力なイスラム王朝が建てられた。特にムラービト朝は、ガーナ王国を滅ぼしたことで知られる。ソンガイ帝国は、1590年に、16世紀中葉にモロッコで興った強力なサアド朝（サーディ朝）に攻め滅ぼされた。イフリーキヤと呼ばれたチュニジアも、909年にアグラブ朝を倒して、ファーティマ朝が興ると、926年には西隣のイドリース朝を滅ぼした。969年に、エジプトに東遷して、イフシード朝を滅ぼすと、北アフリカの統一を完成し、新首都カイロに遷都（973年）して、カリフを称した。西カリフ国と呼ばれたイベリア半島の後ウマイヤ朝に比して、中カリフ国と呼ばれた。エジプトではその後対十字軍戦争で活躍したサラディンによるアイユーブ朝、そのもとで実力をつけたバフリーヤなどのマムルークの力によって建国されたマムルーク朝が続く。一方、イフリーキヤでは、13世紀前半にムワッヒド朝から独立したハフス朝があり、これらの強力な王朝のもとで優れたイスラム建築が多数建設され、町並みが世界遺産に登録されているものも数多い。しかし、1517年にマムルーク朝、1574年にハフス朝がオスマン帝国によって併合される。
モロッコ、アルジェリア、チュニジアなどの北アフリカの北西部に位置するアラブ諸国はマグリブと呼ばれ、マシュリク（日の昇るところ、東方）に対して西方、すなわち、時と場合によってはリビアやモーリタニアも含められる。ただし、モーリタニアの南部は、歴史的に西スーダンのガーナ王国の中心部で、マリ帝国の版図に属していたことから、通常は西アフリカに区分される。

### 東アフリカ・南アフリカ
東アフリカの北部にあたるエチオピアでは、4世紀にコプト正教会を国教としたアクスム王国が、ギリシャ、ローマ帝国、そして東ローマ帝国との交流をもち、紅海貿易で繁栄した。11世紀頃にザグウェ朝が興り、世界遺産になっているラリベラの岩窟教会群が造られた。沿岸部では、イスラム商人によるインド洋交易がさかんで、モガディシオ、キルワ、マリンディなどの港湾都市が繁栄した。交易路は、モザンビーク南部の港町ソファラからジンバブエのザンベジ川流域、リンポポ川流域にまで及び14-15世紀にショナ人によるモノモタパ王国が金や象牙の輸出で繁栄した。モノモタパ王国の首都と目されるグレート・ジンバブエ遺跡からは、中国（宋、元、明代）の青花などの陶磁器、インドの綿製品、インドネシアの数珠玉、ペルシャの壺などの出土がみられ、当時の交易が盛んであったことを物語っている。モノモタパ王国が衰退すると、ロズウィ王国（1660年 - 1866年）が19世紀半ばまでジンバブエの地を支配した。

### 奴隷貿易
長い間アフリカは、奴隷制度に蝕まれてきた。7世紀から20世紀に至るまでアラブ世界への奴隷貿易は継続して行われ、1800万人がサハラ交易やインド洋貿易で取引された。大航海時代を迎えたヨーロッパのアフリカ進出は金が目的だったが、既にアラブ諸国への交易路が形成されていることを知ると、対象を奴隷の確保に変えた。15世紀から19世紀までの500年にはアメリカ州向けの奴隷貿易が行われ、700-1200万人が新世界の奴隷として輸出された。
1820年代、西アフリカは大西洋航路の奴隷貿易が衰退し、地域の経済活動に変革を迫られた。ヨーロッパや新世界における奴隷制度廃止運動の沸きあがりに応じたジリ貧や、海岸部でのイギリス海軍駐留数の増加は、アフリカ諸国に新しい経済体制の選択をさせた。1808年から1860年の間に、イギリスの西アフリカ小艦隊は約1600隻の奴隷船を拿捕し、15万人のアフリカ人を解放した。
また、奴隷貿易非合法化に抵抗する指導者層に対しても行動を起こし、例えば1851年「ラゴスの略奪王 (the usurping King of Lagos)」攻略などが挙げられる。反奴隷貿易の協定はアフリカ50カ国以上の国々で締結された。この動きに、国力があったアシャンティ王国、ダホメ王国、オヨ王国は順応する動きを取り、アシャンティやダホメはパーム油やカカオ、ランバー材や金など、現在の主力でもある商品輸出という「合法的な通商」へ転換した。しかしオヨ王国は適応できず、内戦の末に崩壊した。

### アフリカ分割

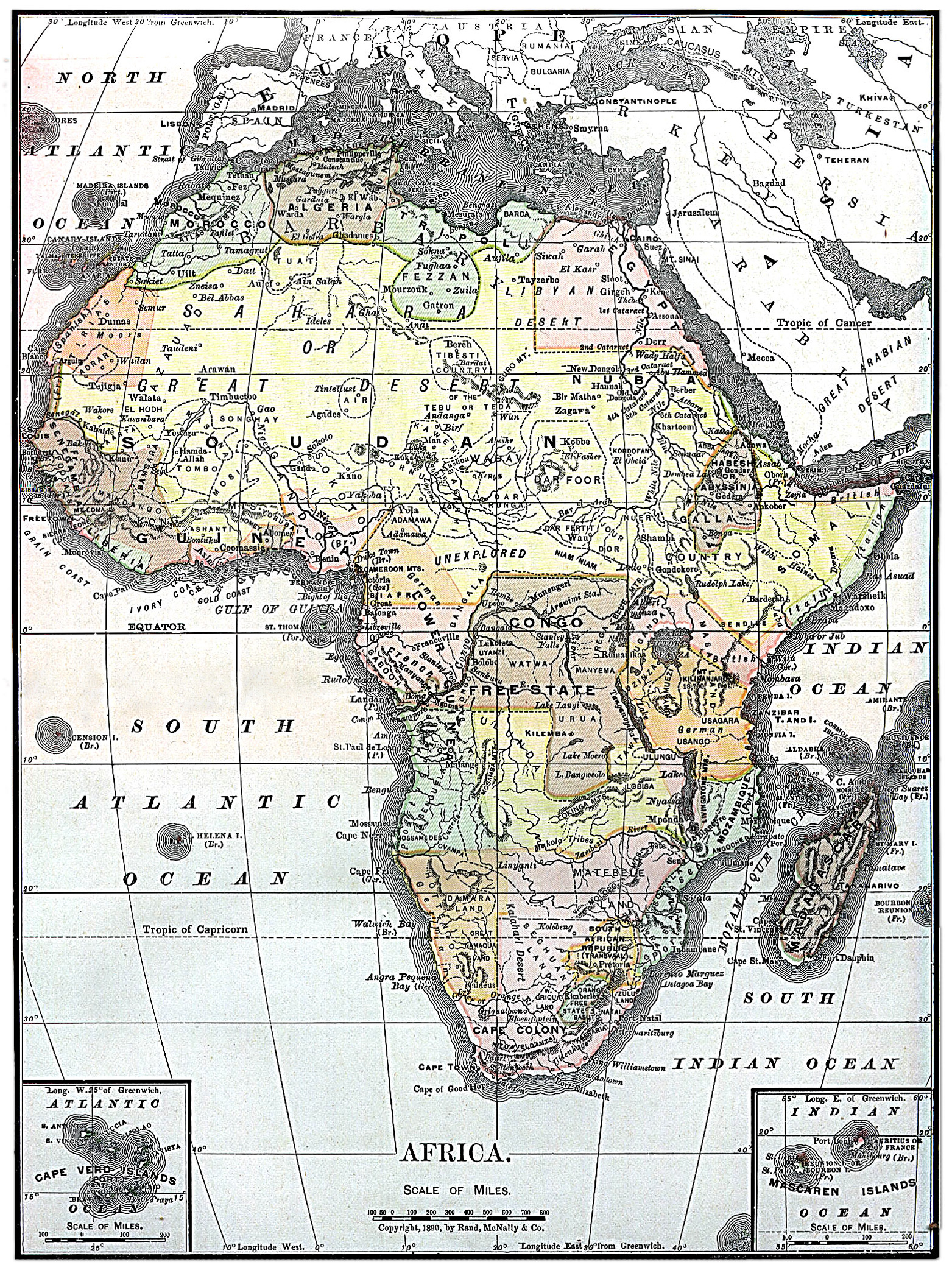
アフリカの地図 1890年

19世紀後半には、アメリカ解放奴隷が建国したリベリアと第一次エチオピア戦争で独立を維持したエチオピアを除いて、ヨーロッパ諸国によるアフリカ分割が行われ、西アフリカの小王国が滅ぼされた。このとき国境線が民族や宗教に関係なく勝手に引かれたため、後の民族紛争の原因ともなった。緯線や経線を基準に引かれていることが多い。

### 脱植民地化
ヨーロッパ列強の帝国主義は第二次世界大戦以降も続いたが、次第に弱まってアフリカ諸国の独立への機運が高まった。1951年にはリビアがイタリアから、1956年にはチュニジアとモロッコがフランスから独立を果たした。翌年にはガーナが続き、サブサハラ初の脱植民地を成した。
1960年のいわゆる「アフリカの年」ごろからヨーロッパの植民地から次々に独立国が誕生したが、独裁政治の発生や内戦などの問題を抱えつつ今日に至っている。なお、政治的統合をして、新植民地主義への対抗や民主主義の促進、アフリカ地域の国際的地位向上などを目指し1963年5月に発足したアフリカ統一機構（OAU）が、2002年7月9日には発展解消してアフリカ連合が成立した。これは、個々の国を超えた枠でのアフリカ政治の中心的役割を担い、今日でも紛争、貧困、エイズなど山積みする問題の解決や国際的地位の向上を目指している。

## 地理

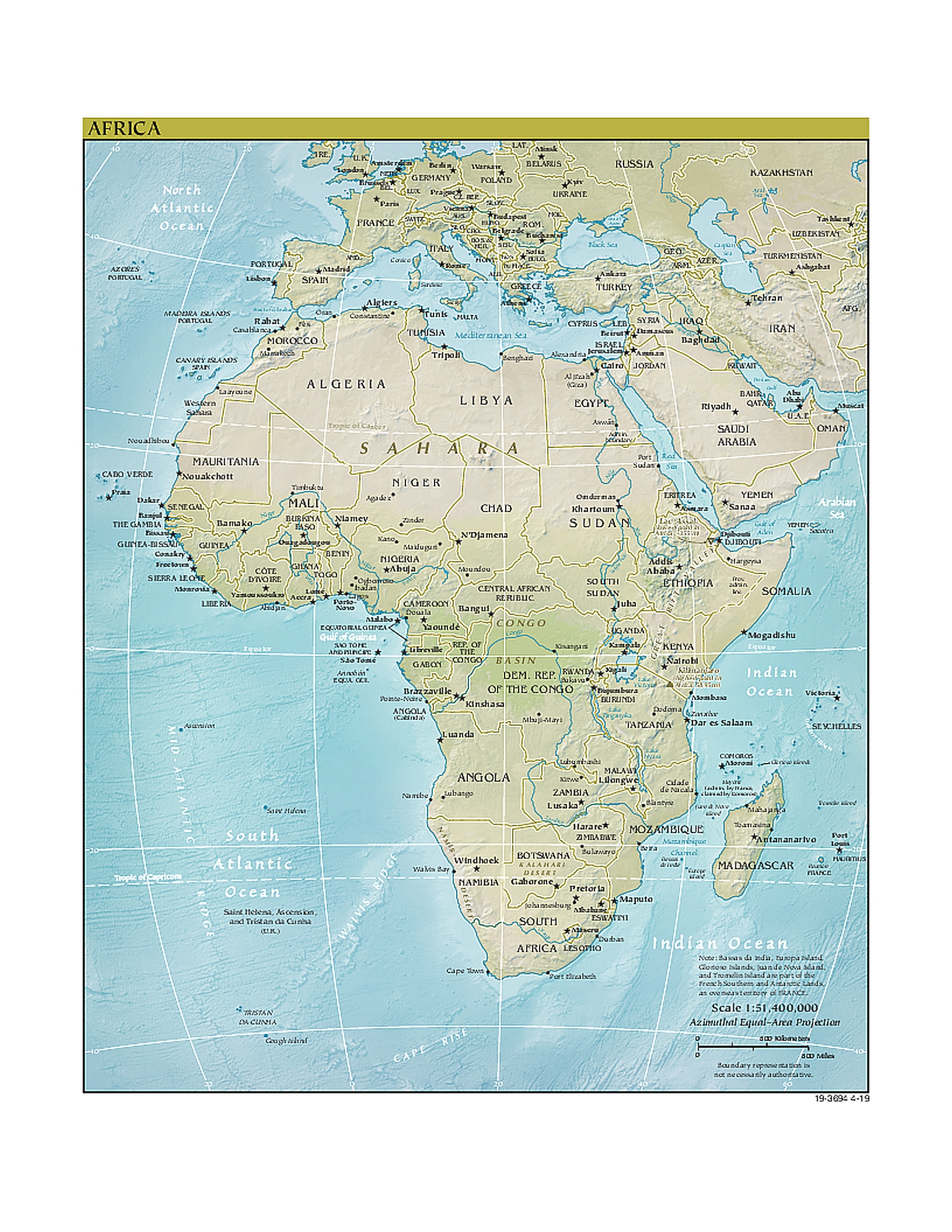
現在のアフリカ

北は地中海、西は大西洋、東はインド洋および紅海に面する。南端のアガラス岬で大西洋とインド洋が接する。南北約8,000km、東西約7,400km。海岸線は総延長26,000kmである。かつてはスエズ地峡によりユーラシア大陸とつながっていたが、現在ではスエズ運河が開通して分断され、この運河がアフリカとアジアの境界と受け取られる場合もある。
大陸北側に世界最大の砂漠であるサハラ砂漠をもち、これによって大陸は大きく二つに分けられる。また大陸東部にはパンゲア大陸がゴンドワナ・ローラシア大陸に分裂したときの名残である2,000kmの隆起地帯（ドーミング）と、それを東西に切り裂く世界最大長のアフリカ大地溝帯（東アフリカ地溝帯）が南北に走る。この南端にはアフリカ大陸最高峰のキリマンジャロ山(5,895m)があり、これは他の五大陸最高峰が非火山であるのに対し唯一火山活動で形成されたものである。大地溝帯には複数の火山や東アフリカ大湖沼群があり、西側で接するエチオピア高原などの高地部分にもニアムラギラ山やニーラゴンゴ山などの活火山やヴィクトリア湖などの古代湖が残る。しかしアフリカ大陸全体で、標高500m以上の領域は半分程度に過ぎない。理由はこれも大陸移動が関係しており、アフリカはパンゲア大陸の中心部として移動した距離が短く、山脈が形成されにくかったことが挙げられる。マダガスカルを始めとした6つの島国が存在する。

## 動植物
アフリカ大陸全般の経済成長で自然保護区が設置されるものの、依然として色濃く豊かな自然、人類学術的な側面から、生物の多様性とヒトを含めたその起源の候補地とされている。
- マルーラ - アフリカ各地に分布する植物の一種でウルシ科に属する。分布地域では伝統的に食品や油として利用して来た歴史がある。
- ケイアップル - アフリカの原生植物の一つでヤナギ科に属する。グレイト・ケイ川流域からアフリカ大陸東海岸沿いにかけて栽培されており、原産地は南アフリカとなっている。

## 気候
気候は多様である。ほぼ赤道直下に位置する大陸中央部は西部のギニア湾沿岸から大陸中部のコンゴ盆地にかかる熱帯雨林で高温多湿な地域が広がり、これを挟んでセレンゲティ高原などのサバンナ地域が広がる。さらに高緯度に向かうと砂漠気候域に入り、北にはサハラ砂漠、南にはカラハリ砂漠が広がる。大陸北端と南端は地中海性気候域となる。

## 政治

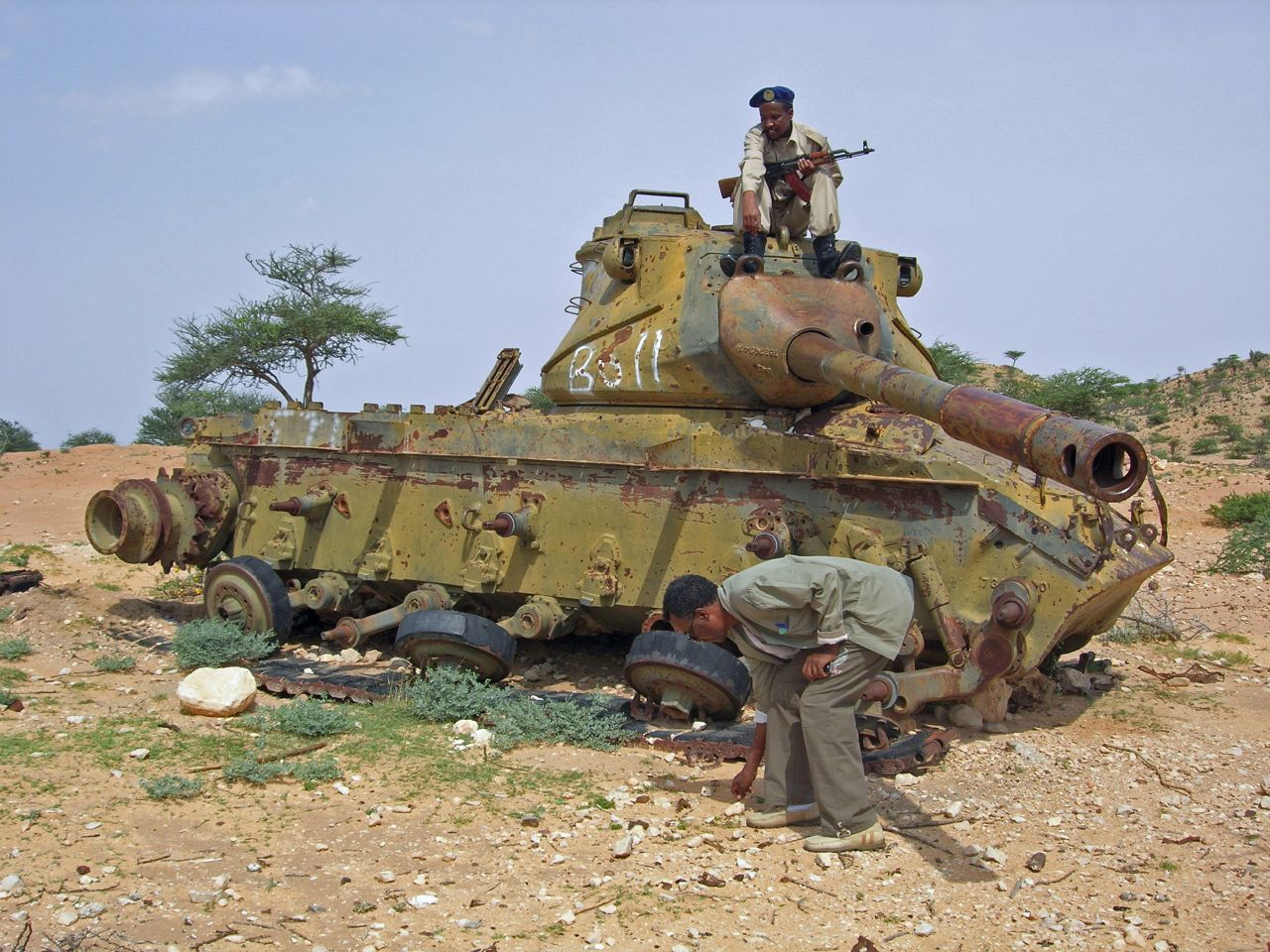
ソマリアで放棄された戦車。長期化する内戦は解決の糸口を見出せない。

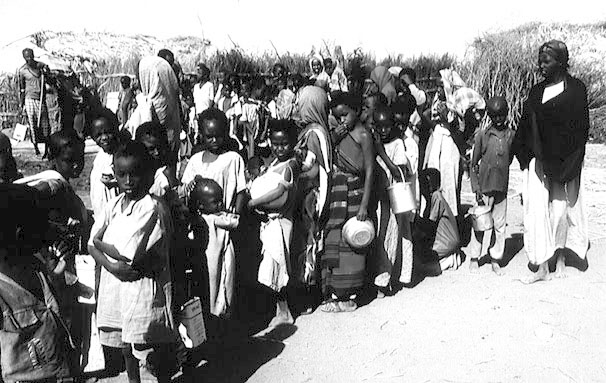
食糧配給に列をなすソマリアの人々。

アフリカの多くの国々は情勢が非常に不安定であり、ヨーロッパなどに比べると遙かに治安が悪い地区が多い。政治的に安定している国はごくわずかである。イギリスの雑誌『エコノミスト』は、2008年にアフリカ各国の政治情勢を民主主義達成度から分析し公表した。これによると、対象50カ国（ソマリア、セーシェル、サントメ・プリンシペ及び西サハラ、ソマリランドは含まれない）のうち、完全な民主主義を実現している国はモーリシャスただ1国で、６カ国は欠陥のある民主主義、９カ国は独裁と民主政の混合状態、28カ国は完全な独裁体制と分析されている。
このような体制が出来上がった背景には、植民地支配の影響がある。現在のアフリカ各国の国境線は地形や民族構成などを反映しない単純な直線が多い。これはヨーロッパ列強間の力関係から引かれたもので、異なる民族や部族が混在または分離される結果を生んだ。そのため独立後にも国民はまとまりを欠き、強権的な政府体制としてアフリカ型社会主義もしくは開発独裁体制が選択された。しかし前者は構造的に経済発展には向かず、後者は汚職や主導権争いが絶えなかった。さらには非アフリカ人を排除したために人材不足にも陥り、結果的に、かつては「AA」もしくは南北問題と呼ばれて同じように発展途上に苦しんだアジア各国が急速な経済発展を実現しつつあるのに対し、アフリカは「例外的に成長しない」経済体制と評され、取り残されたまま現在に至る。
そのために内戦や紛争も多く、代表的なものでは1991年からのソマリア内戦、1997年からのコンゴ内戦、2003年からのダルフール紛争などが尾を引いている。国民の大多数がイスラム教徒であり、比較的に安定した政治を行っていた北アフリカも、2010年に発生した各国の動乱以来、政権が大きく揺らいでいる。
終わりが見えない内戦や紛争、および貧困から、アフリカでは多くの難民が発生している。国際連合難民高等弁務官事務所推計による2009年末のアフリカ難民は約230万人、さらに国内の避難民は約650万人にのぼる。また、農村疲弊による人口の都市部集中に伴ったスラム化も進展し、モザンビークやタンザニアなどでは人口の90％に相当するまで膨れ上がり、治安悪化などの問題が生じている。

## 経済
| アフリカの名目GDP順位 (2022年) |                  |                |
| 順位                           | 国               | 単位:100万ドル |
| 1                              | ナイジェリア     | 510,588        |
| 2                              | エジプト         | 435,621        |
| 3                              | 南アフリカ共和国 | 426,166        |
| 4                              | アルジェリア     | 193,601        |
| 5                              | モロッコ         | 133,062        |
| 6                              | ケニア           | 123,827        |
| 7                              | エチオピア       | 105,325        |
| 8                              | タンザニア       | 77,506         |
| 9                              | アンゴラ         | 74,495         |
| 10                             | ガーナ           | 73,894         |
| 11                             | コートジボワール | 73,047         |
| 12                             | コンゴ民主共和国 | 64,795         |
| 13                             | リビア           | 48,773         |
| 14                             | ウガンダ         | 46,377         |
| 15                             | カメルーン       | 45,713         |
| 16                             | チュニジア       | 45,642         |
| 17                             | ジンバブエ       | 36,387         |
| 18                             | スーダン         | 31,460         |
| 19                             | セネガル         | 28,435         |
| 20                             | ザンビア         | 26,665         |
| 21                             | ガボン           | 22,456         |
| 22                             | ギニア           | 20,952         |
| 出典:IMF                       |                  |                |

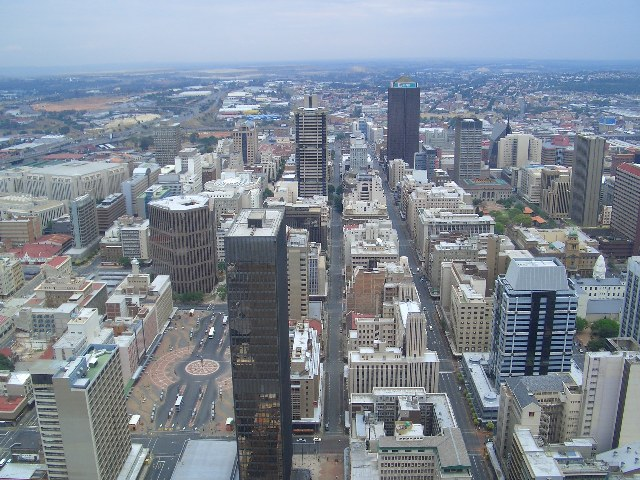
南アフリカ最大の都市ヨハネスブルグ。アフリカ最大の金融センターである。

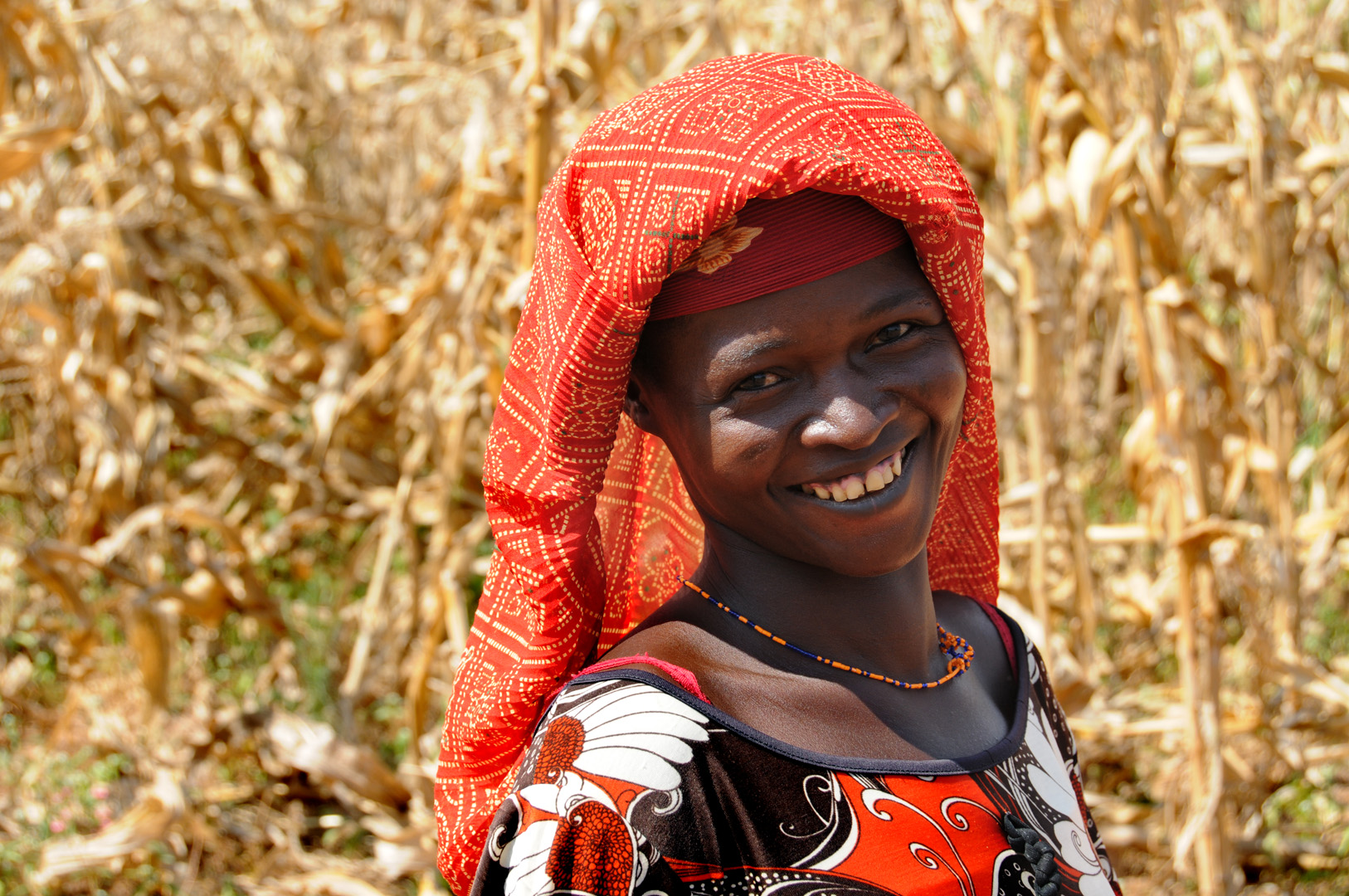
ベナン、2008年。農業はアフリカの主要な産業だが、決して経済性は高くない。

IMFによると、2009年のアフリカ52ヶ国の合計のGDPは1兆1848億ドル(約100兆円)であり、全世界の約2%のシェアとなっている。アフリカの1国平均のGDPは227億ドル(約2兆円)であり、鳥取県（平成18-19年度）とほぼ同じ経済規模である。アフリカ最大の経済大国は南アフリカである。アフリカ唯一のG20参加国であり、2010年には史上初めてアフリカ大陸でサッカーのワールドカップを開催している。またアフリカ第2の経済大国はエジプトであり、北部アフリカにおいて影響力の強い国の一つになっている。
豊富な天然資源を持ちながら、アフリカは世界で最も貧しい発展途上の状態にある。これは、エイズやマラリアなど深刻な感染症の蔓延、高い腐敗認識指数で指摘される政治によって引き起こされる人権の抑圧や経済政策の失策、また国民の低水準なリテラシーや不得手な外交、さらにゲリラから大量殺戮まで含まれる部族間や軍隊による戦闘など、さまざまな要因の結果である。国際連合の2003年度人間開発報告書によると、開発の度合いを示す尺度において調査対象の最低ランク25か国（151位から175位まで）を全てアフリカの国々が占めた。
貧困、文盲、栄養失調、不充分な給水体制や衛生管理、病気の蔓延などの悪影響をアフリカに住む多くの人々が受けている。2008年、世界銀行は国際的な貧困率の定義を1日当たり所得1USドル未満から1.25USドル未満に引き上げた。サブサハラ諸国では、人口の80.5%が1日当たり2.5USドル未満(PPP)で暮らしている。
この統計は、サブサハラが1日1.25USドルという貧困の基準を脱することが世界中で非常に難しい地域であることを示す。1981年のデータではこの地域に住む50%（2億人に相当）の人々が貧困層に相当していたが、1996年には58%まで上昇し、2005年には率は50%となったが人口の絶対数は3.8億人に増加している。貧困層平均所得は1日0.7USドルに過ぎず、2003年の数値は1973年よりも悪化している。
この原因を、外国企業と外国政府主導による経済自由化政策の失敗に求めることもあるが、このような外的要因よりも国内政治の失策が大きいという指摘もある。
1995年から10年間にアフリカは経済成長を続け、2005年の平均成長率は5%に達した。さらに、埋蔵石油を持ち輸出に振り分けるため掘削に着手したアンゴラ・スーダン・赤道ギニアなど数カ国はさらなる成長が見込まれる。さらにアフリカには世界中のコバルト90%、白金90%と金の50％、クロム98%、タンタライト70%、マンガン64%、ウラン33%が存在すると考えられている。コンゴ民主共和国には、携帯電話の製造に欠かせないコルタンが世界の70%に相当する量に上り、ダイヤモンドも世界の30%以上が同国に存在する。ギニアは世界最大のボーキサイト供給国である。このようにアフリカの経済成長はほとんどが資源提供を背景としたもので、工業や農業の発展ではなく、雇用創出や貧困からの脱却に寄与していない。実際に、2008年にリーマンショックを原因として起こった食糧危機では、1億人が飢餓状態に陥った。
特に中華人民共和国はかねてからアフリカ諸国へのスタジアム外交や大統領府などの箱物やタンザン鉄道の建設に象徴される強い結びつきを構築してアフリカ連合本部も建設しており、2009年に中国はアフリカ最大の貿易相手国になった。
鉱業を除けばアフリカの主要産業は農業であり、他国と産業構造が著しく異なる南アフリカを除くとその就業人口比は66.1%、輸出比は15.4%（2000年）である。しかしこれらはカカオなど特定地域の特定産物を除けば農業生産性が高いアメリカ合衆国等農業先進国との競争には弱く、大半の農産物はアフリカ内部で消費される。しかしながら、1961年から2000年にかけて人口が3倍になったのに対し、穀物は1.35倍程度しか伸長していない。土地の生産性もアジアや南アメリカが大きく伸ばしているのに対し4割以下まで落ち込んでいる。このような状況に陥った要因は、アフリカでは人口増加に対応する農業生産を高める手段をもっぱら耕地面積の拡大に依存した点がある。しかしこれは痩せた土地の利用や少ない水資源の制約等がからみ、充分な効果をあげることができなかったことを物語る。2010年にハーバード大学は、政治さえ安定していればアフリカは食糧自給が可能との研究結果を発表した。低い農業生産性は、従事者の貧困を招く原因のひとつであり、農業改革を行う技術や人材の育成が望まれる。
アフリカの農地は、その65％が土壌浸食の被害を受けている。また、国際連合環境計画 (UNEP) によると、アフリカの森林破壊は世界平均の2倍の速度で進行している。報告の中には、西アフリカの約9割が既に破壊されたというものもある。これはマダガスカルでも同様で、人類が進出してからの2000年で90％以上の原生林が失われた。干ばつや灌漑などによる環境への影響もあり、チャド湖は40年前と比較して面積が1/10まで減少した。

### 交通
- トランス・アフリカ・ハイウェイ
- アラブ・マシュレク国際道路ネットワーク
- Category:アフリカの空港
- Category:アフリカの鉄道
- Category:アフリカの港湾

## 科学技術
アフリカには、人類の技術的成果に関する世界最古の記録が遺されている。代表的なものとしては原始時代や古代における石器の存在が挙げられ、数学、冶金、建築、その他の分野においてもアフリカが発祥となるものが多い。
しかしそんな顕著な発展があったにも拘わらず、それ以降のアフリカの科学技術の歴史は、世界の他の地域に比べて比較的注目される度合いが低い侭となっている。

## 人口統計
| アフリカーンス語 | ポルトガル語 |
| アラビア語       | スペイン語   |
| 英語             | スワヒリ語   |
| フランス語       | その他の言語 |

アフリカの語族および主要なアフリカ言語の分布を示す地図。

多くのアフリカ諸国では1つ以上の公用語を話す

現在、アフリカの人口は爆発的に増え、特にこの40年は顕著である。国によっては人口の半数以上が25歳以下という所もある。総人口は、1950年に2億2100万人だったが、2009年には10億人まで膨れ上がった。世界の人口は増え続ける傾向にあるが、アフリカ地域の増加分がかなりの量を占めている。この人口増加は経済成長を伴っていないため、環境破壊や貧困層の増大などさまざまな問題をもたらしている。大陸全体がリカードの罠に陥っているとの指摘もある。

### 民族
北アフリカは、イスラム教とともにアラブ人が入ってくるまでは、ベルベル人の居住する地域であった。現在も多数派となったアラブ人に混じってベルベル人が残っている。
中南アフリカでは、従来からの先住民族が暮らす。

### 言語
アフリカは言語の種類が多い。系統分類では4語族に大別されるが、部族毎に異なる特徴を持つために多くの言語数に分岐し、世界の言語数のうち30％程度を占めるとも言われる。また、同じ人々が使う言語にも、部族語と地域共通語、さらに公用語と状況に応じて使い分けられる垂直型の多層言語が存在し、総言語数を多くしている。
ほとんどの国では植民地支配の影響をそのまま受け、欧米の言語を公用語としており、政府機関の作業言語や教授言語となっている。一方、エリート層と旧宗主国・欧米先進国との密接な関係から、国家ぐるみでもアフリカ固有の言語の普及や促進には力が入れられていないため、エリート層と庶民の間の教育格差という問題の発生につながっている。特にサブサハラ諸国においては、一部の国でアフリカ固有の言語も公用語に加えられているものの、実際にはタンザニア（スワヒリ語）やエチオピア（アムハラ語）、ソマリア（ソマリ語）の例外を除き、ほとんどが形骸化している。

### 宗教
アフリカには1500以上の民族集団があり、それぞれが固有の信仰と儀礼体系を持っている。さらに、イスラム教スンナ派、キリスト教のローマ・カトリック、プロテスタントの各派が分布している。また、これらの世界宗教と土着宗教が混淆し、シンクレティズムによって独自に発展した宗派もある。
伝統的な土着宗教は、祖霊信仰や自然崇拝に加え、サブサハラでは創造神の概念も存在する。また、呪術信仰も根強く、これを担うシャーマニズムも健在である。
多くのアフリカの土着宗教には、予測不能な不幸が発生したとき、不幸の原因を想像力で理解するための適切な解釈を与え、その不幸に対処するための複数の観念や制度を内包したものであること、農耕儀礼や人生の通過儀礼など幸福を希求する儀礼的実践であることが、共通する特徴として見られる。
世界宗教のアフリカ伝播は、ローマ帝国の領土拡大に伴うローマ・カトリックが最初に当たり、これは4-5世紀に北アフリカで最盛期を迎える。しかしこれは同帝国の衰退とアラブ人の進出によって衰退した。19世紀のアフリカ分割に伴うヨーロッパ列強の植民地化によって再びローマ・カトリックは広まったが、この地域は中央アフリカに場所を変えていた。イスラム教スンナ派は北アフリカを中心に人口の30-40%を占める。その伝播経路は、ナイル川に沿ったアラブ人の進出、サハラ交易による伝播、海上貿易による東海岸沿岸への伝播の3つがある。プロテスタントもまたアフリカ分割とともに広まったが、その地域は南部が主流となった。南アフリカにはいち早くアフリカ人によって教会が建設された。その特色は聖書中心主義があり、またペンテコステ派と土着宗教が融合した精霊教会という形態も存在する。

### 教育
アフリカの教育は世界の中でも未発達で、特にサハラ以南の多くの国々で就学率が低い。学校は基礎設備に欠き、アフリカの大学は生徒の増加と、教職員がより高い給料を求めて西側諸国に移住する為の不足が問題となっている。ユネスコ2000年の調査「Regional overview on sub-Saharan Africa」では、児童就学率は58%に止まった。
アフリカでは出生登録が充分に行われず、親が子供に教育を受けさせようとする意識が低い。これらに貧困が加わり、教育現場からの脱落のみならず、児童労働や人身売買、育児放棄や犯罪、子供が戦場へ狩り出されるなど様々な問題が生じている。
ステレンボッシュ大学は、南アフリカのラグビーの「メッカ」と評され、「アフリカ民族主義のルーツ」を明らかにすることで、英語圏の大学に対抗していた。

#### 運動
- NEPAD's E-school program, インターネット・コンピュータ設備を大陸全学校に備える事を目的としている[82]。
- ブリティッシュ・エアウェイズ はユニセフと共に "Change for Good in Africa" プロジェクトとして、 モデルスクール・Kuje Science Primary Schoolをナイジェリアに建てた（2002年）[83]。

### 保健

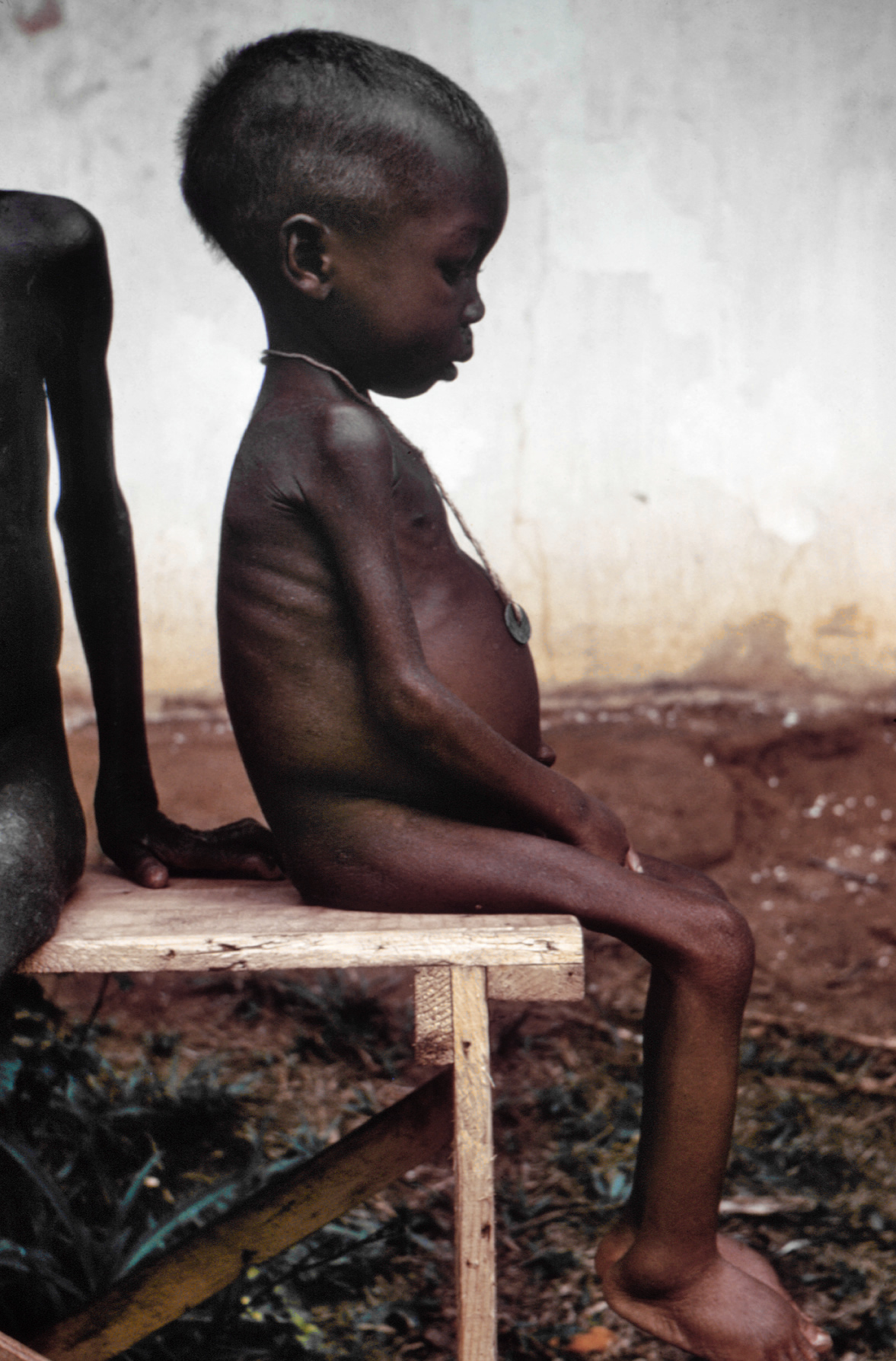
ナイジェリア救援キャンプの少女。栄養失調から来るクワシオルコルの症状が見られる。1960年代に撮影された。

アフリカは栄養・医療・衛生面でさまざまな問題を抱えている。2008年度世界の栄養不足率が高い10位（同率があり12カ国）はハイチを除いてアフリカ諸国に占められ、1位のコンゴ民主共和国は76%の国民が相当する。このような環境は乳幼児にも悪影響を及ぼし、サブサハラ全体で5歳未満の死亡率は15-20%で推移している。これも、下痢やはしかなど医療環境が整っていれば助かるものだが、世界保健機関 (WHO)が定める最低医療体制である人口10万人あたりの医師20人・看護師100人・その他医療従事者228人という基準を満たすサブサハラの国は南アフリカのみである（2007年度）。
また、後天性免疫不全症候群（エイズ）の蔓延も大きな問題となっており、国家予算の半分近くがエイズ対策に費やされる国家すら出現している。特にサブサハラではひどく、15歳以上の感染率はスワジランドでは26.1%、ボツワナでは23.9%にのぼる（2008年）。感染者数最大は医療体制が比較的充実している南アフリカの570万人である。世界中のエイズ感染者のうち2/3がサブサハラに集中している。この蔓延には女性の社会的地位が低いことも一因であり、レイプの多発や一夫多妻制などが影響していると考えられ、実際に感染率は女性の方が軒並み高い。これらの要因から中南部諸国における平均寿命は著しく低下し、10カ国以上で50歳を下回っている。

## 治安
アフリカの治安は現今、どのエリアにおいても確実に安定しているとは言い難い。その理由の一つとして挙げられるのは紛争による経済の発展の停滞である。アフリカでは近年、紛争が特定地域に集中する傾向があり、北アフリカではリビア、西アフリカではマリからナイジェリア北部地域、中部アフリカでは中央アフリカ共和国とコンゴ民主共和国東部地域、東アフリカでは南スーダンとソマリア南部地域がその一例に挙げられる。
原因となるものは主にイスラーム急進主義と国家そのものを巡る問題の二つが挙げられる。
一つ目の問題であるイスラーム急進主義は宗教に関係する面を持っているが、一般的な宗教問題と違い、内容がテロリズムに絡んだものが殆どであることから宗教とは別次元の問題とされている。
イスラーム急進主義を掲げる組織が活動を広げる理由は地域によって異なるが、共通するものには地理的に近い中東の影響が深い点がある。アラブ人が住民の圧倒的多数を占める北アフリカは勿論のこと、サハラ砂漠南縁部もほとんどの住民がムスリムである事から中東で活発化したイスラーム急進主義の余波が、武器や資金の供与などを通じて、広がりやすい社会環境を作り上げている。
上述した国々の中で、リビアは今日イスラーム急進主義組織の一つであるIS（イスラム国）の主要拠点の一つになっており、マリ、ナイジェリア、ソマリアなど、サハラ砂漠周辺地域でも、しばしばアルカーイダやISとの関係を強調しイスラーム急進主義を掲げる組織が紛争の原因となっている。
もう一つの問題は国家が国民からの信頼を失っている点にある。多くの場合、開発の失敗や汚職をはじめ人種差別や言語の違いによる対立などにより政府が人々の信頼を失った状況に立たされている。一例として南部アフリカの南アフリカ共和国と中部アフリカのカメルーンが挙げられる。
南アフリカ共和国ではアパルトヘイト廃止後に起きた失業問題に端を発する形で治安が急速に悪化してしまっており、同国の都市では、殺人や強盗（強盗殺人を含む）、強姦、麻薬売買などの凶悪犯罪が昼夜を問わず多発している。また、カメルーンでは公用語に対する意識の違いから、国内地域が仏語話者と英語話者の2グループによって仕切られていて、英語圏地域が分離賛成派を中心に独立を掲げて同国政府へ反発する形で対立している。さらに言語による独立運動には過激な活動が相次ぎ、武装蜂起する流れも常態化している。
そして、その渦中の国家に数え上げるイスラム圏該当エリアの国では、そこに急進主義勢力が「正しいイスラーム」を掲げて武装活動を活発化させているのである。イスラーム急進主義には一種の「世直し運動」という性格があり、自爆テロなどの過激かつ凄惨な内容の手段を取ることが「命を懸けた主張」として捉えられている面を持つ。これらが現地政府への不信感と相俟って、大義名分に等しい扱いを受ける形で支持を受ける状態となっている。そういった考えや価値観が先に挙げた地域における社会で一定の共感を得たり共有されている為、問題の解決を非常に困難としてしまっている。
これらの国家や地域ではそうした事情から深刻な経済停滞が続いており、先述の国々は現状では解消される様子が見受けられず、現地住民の大半は常に逼迫した社会環境の中で危険と隣り合わせな生活を余儀なくされている。
しかし、それ以外の地域では大きな紛争はあまり発生しておらず、治安などが比較的安定した面が窺える。東アフリカのルワンダでは、1994年に少数派民族（トゥチ）を標的とした大量虐殺が起こり、少なくとも50万人が殺害されたとされている。同国は現在、政治的に安定しており、大きな事件が起こる確率も当時に比べて格段に低くなっている。

### 人権
アフリカでは人権侵害をはじめとして、先の欄で挙げた干魃や飢餓、内戦や民族紛争などの危機的状況により自国を脱出する人々が後を絶たない。中には難民として他国へ亡命を図る人が大勢存在する。これに絡み、亡命先の国では幾多もの騒動や排他的な姿勢をとる人物の出現によって引き起こされる事件が問題化している面を持つ。

## 文化
エジプトからモロッコまでの北アフリカ諸国は、アラブ文化と関わりを持つ人々がいる。

### 食文化

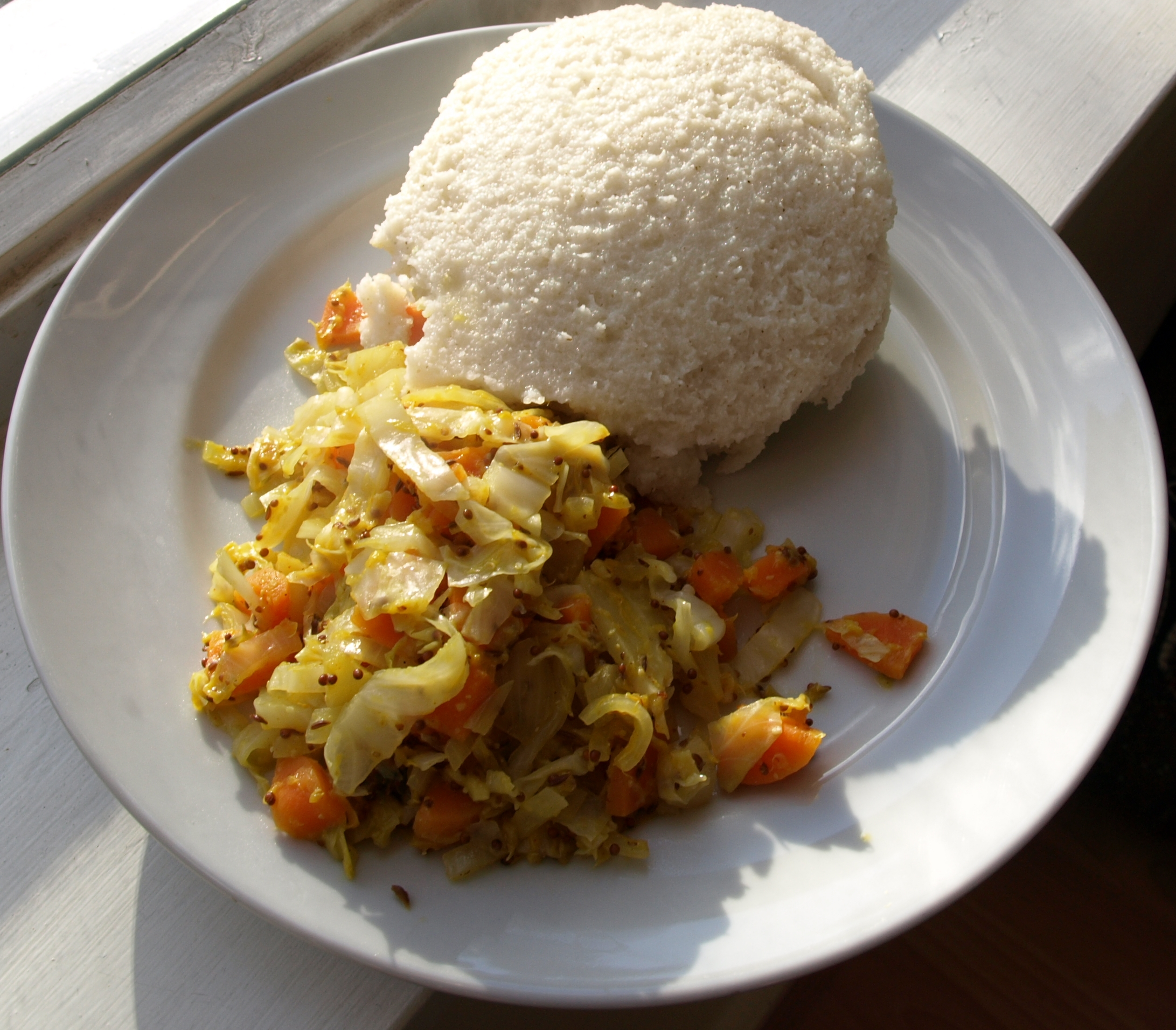
ウガリ

アフリカの食文化は、狩猟民族的特長が強い。すなわち、肉やイモ類などをそれぞれ単一で料理し、複数の食材を混ぜて調理することは少ない。また、米を除く穀類のほとんどを挽いて粉食する点も特徴である。この代表が、イネ科穀物の粉を用いる西アフリカの「トー」や東アフリカの「ウガリ」が代表的である。
酒では西部から中央部で作られるヤシ酒、熱帯地方のバナナ酒などの特色がある。トウモロコシ類からビール、もろみやバナナ酒から蒸留酒も造られる。ワイン醸造も行われ、現代では南アフリカが盛んな地域に当る。

### 音楽

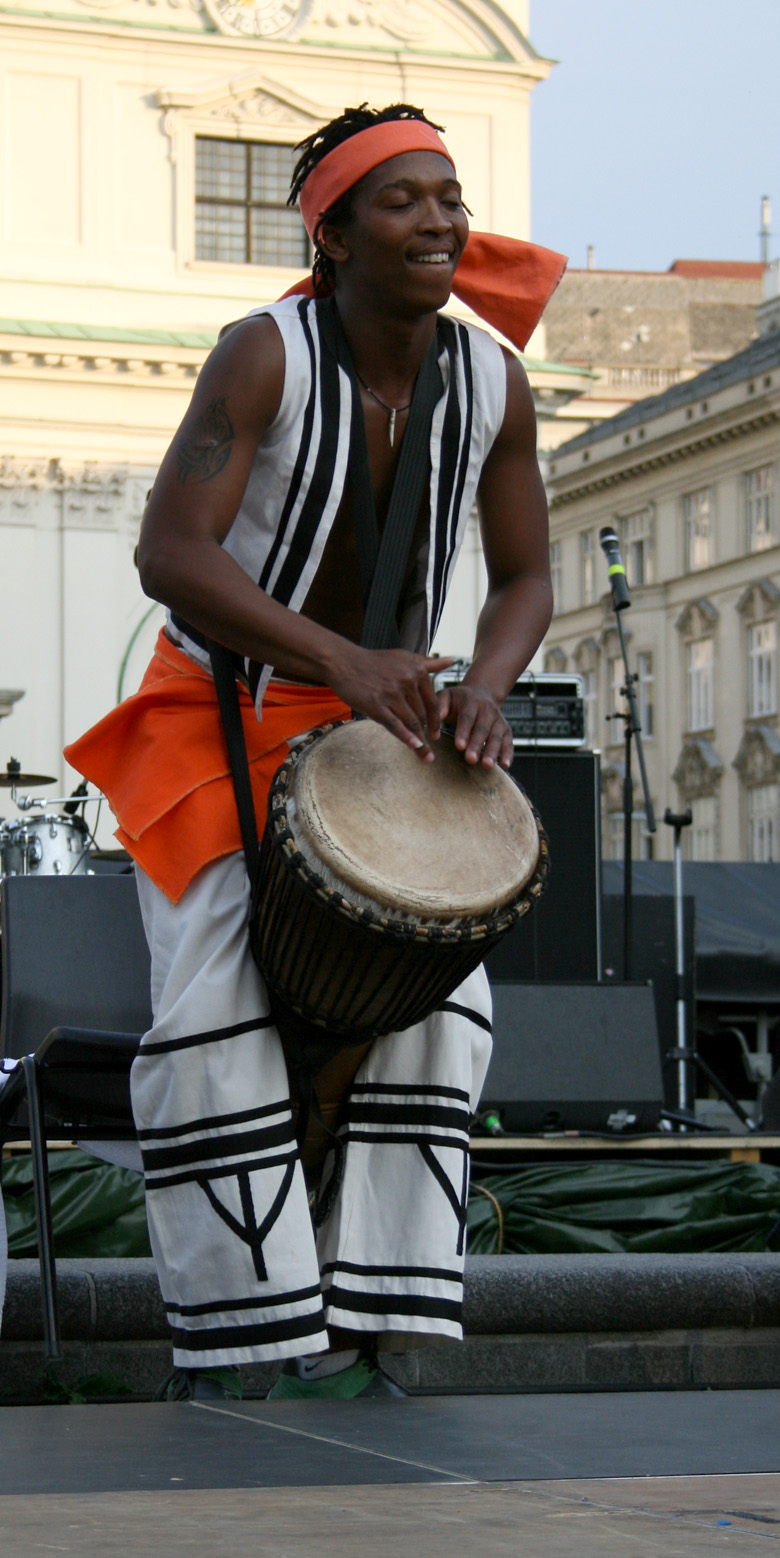
2010年、南アフリカでドラムを演奏する男性。

特にサブサハラのアフリカ音楽は儀礼と結びつきが強く、ダンスに伴って演奏される。体鳴楽器や膜鳴楽器は独自のものが多様に存在し、前者ではラメラフォーンやコラ、後者では様々なドラムが知られる。中には伝達手段に用いられるトーキングドラムなどもある。
また、リンガラ音楽こと旧ザイール（現コンゴ民主共和国）のスークースや、フェラ・クティやマヌ・ディバンゴらによるファンキーなアフロビート、ガーナのハイライフ、アルジェリアのライ、アンゴラのクドゥーロ、タンザニアのボンゴフレーバー、モザンビークのマラベンタなどのアフリカのポピュラー音楽もよく知られている。

### 美術
アフリカ美術のうち、古代文明を築いたエジプトは独自の美術体系を発達させた。神聖文字と組み合わせた形式の連続性は、やはり独自の形式であるピラミッドや寺院および墳墓などのエジプト建築と組み合わされ、壁画や彫刻類、そしてツタンカーメンに代表される棺などで複雑かつ華麗な体系を持った。この芸術の系統は、紀元前30年にローマによる征服を受けて途絶えた。
サブサハラの芸術は民俗学と美術史の両面から論じられるが、その分析は未だ途上にある。大きな特徴は多様な造形分野であるが、これは美術品として単独で成り立つものではなく、生活および宗教と深く関連している。木材を好んで用い、仮面など身体装飾や彫刻など、また宗教や祭祀用道具および日用品なども彩色されたものなど種類も多い。その一方で建築分野ではあまり見るべきものがない

### 建築

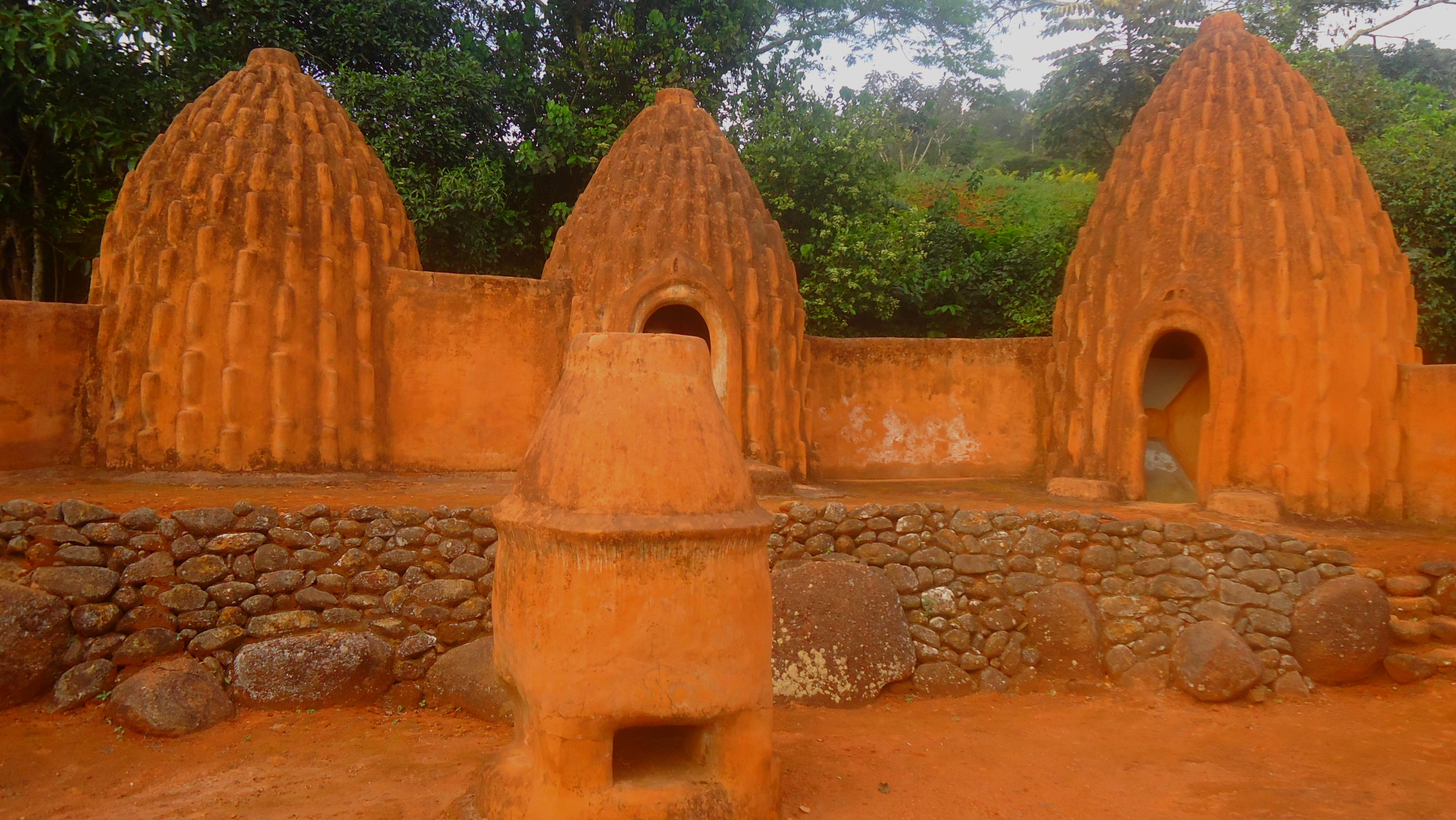
マスガム小屋 カメルーンの民族の一団、マスガム族の伝統的な住居である。 この住居の建材には泥が用いられている。

アフリカの建築は非常に多様で、現地の民族ごとにその差異が現れているほか、人類の文化史や歴史の道のりにおいて重要な位置付けが成されている面を持つ。また、芸術的に付加価値の高いものが揃っていることも特徴の一つとなっている。
建材には棒などの木材をはじめ、茅葺や泥、煉瓦、石など、自然由来の様々な素材が使用されており、版築を中心とした技法での家づくりなどが主体となっている。だが、同エリアの建築文化の基礎としては簡素でありながらも確立されたものとなっていて、アフリカの風景と調和したものも多い。
一部地域の建築は何世紀にも亘ってアフリカ大陸外部の文化の影響を受けており、特に西洋の建築文化は15世紀後半からアフリカ沿岸地域へ多大な影響を与えていて、現在においても主要都市では西洋建築が多くの巨大建造物の重要なインスピレーションの源ともなっている。

## メディア
- アフリカのメディア（英語版）
  - アフリカのラジオ局の一覧（英語版）
  - アフリカのテレビ局の一覧（英語版）

## インターネット
- アフリカにおけるインターネット（英語版）
  - アフリカにおける地上光ファイバーケーブル普及プロジェクトの一覧（英語版）
  - アフリカにおけるモバイル・テクノロジー（英語版）
- アフリカデジタルアワード（英語版）

## スポーツ

### サッカー
アフリカ諸国の国々では、ほぼ全般的にサッカーが盛んである。一部の国々ではバスケットボールや格闘技なども人気がある。アフリカ人を象徴するスポーツ選手としては、サミュエル・エトーやディディエ・ドログバを筆頭に、近年ではモハメド・サラーやサディオ・マネが存在する。
アフリカサッカー連盟（CAF）が主催する『アフリカネイションズカップ』は、1957年より開始されており、最多優勝はエジプト代表の7回である。また、CAFは『アフリカ年間最優秀選手賞』も主催しており、最多受賞はサミュエル・エトーとヤヤ・トゥーレの4回となっている。

## アフリカの国

### 北アフリカ
| 区分        | 国旗と国名    | 英語                             | 国連加盟年月日 | 人口(千人) | 表面積(km2) | 首都       | 公用語                               |
| ----------- | ------------- | -------------------------------- | -------------- | ---------- | ----------- | ---------- | ------------------------------------ |
| 北 アフリカ | アルジェリア  | Algeria                          | 1962年10月08日 | 46,814     | 2,381,741   | アルジェ   | アラビア語                           |
| 北 アフリカ | エジプト      | Egypt                            | 1945年10月24日 | 116,538    | 1,010,408   | カイロ     | アラビア語                           |
| 北 アフリカ | リビア        | Libya                            | 1955年12月14日 | 7,381      | 1,676,198   | トリポリ   | アラビア語                           |
| 北 アフリカ | モロッコ      | Morocco                          | 1956年11月12日 | 38,081     | 446,550     | ラバト     | アラビア語、 ベルベル語              |
| 北 アフリカ | スーダン      | Sudan                            | 1956年11月12日 | 50,449     | 1,880,000   | ハルツーム | 英語、 アラビア語                    |
| 北 アフリカ | チュニジア    | Tunisia                          | 1956年11月12日 | 12,277     | 163,610     | チュニス   | アラビア語                           |
| 北 アフリカ | （ 西サハラ） | Sahrawi Arab Democratic Republic | （未承認）     | 590        | -           | アイウン   | アラビア語、 スペイン語、 フランス語 |

### 西アフリカ
| 区分        | 国旗と国名       | 英語          | 国連加盟年月日 | 人口(千人) | 表面積(km2) | 首都           | 公用語                                     |
| ----------- | ---------------- | ------------- | -------------- | ---------- | ----------- | -------------- | ------------------------------------------ |
| 西 アフリカ | ベナン           | Benin         | 1960年09月20日 | 14,463     | 114,763     | ポルトノボ     | フランス語                                 |
| 西 アフリカ | ブルキナファソ   | Burkina Faso  | 1960年09月20日 | 23,549     | 274,200     | ワガドゥグー   | フランス語                                 |
| 西 アフリカ | カーボベルデ     | Cape Verde    | 1975年09月16日 | 525        | 4,033       | プライア       | ポルトガル語、 カーボベルデ・ クレオール語 |
| 西 アフリカ | コートジボワール | Ivory Coast   | 1960年09月20日 | 31,934     | 322,462     | ヤムスクロ     | フランス語                                 |
| 西 アフリカ | ガンビア         | The Gambia    | 1965年09月21日 | 2,760      | 11,295      | バンジュール   | 英語                                       |
| 西 アフリカ | ガーナ           | Ghana         | 1957年03月08日 | 34,427     | 238,537     | アクラ         | 英語                                       |
| 西 アフリカ | ギニア           | Guinea        | 1958年12月12日 | 14,755     | 245,836     | コナクリ       | フランス語                                 |
| 西 アフリカ | ギニアビサウ     | Guinea-Bissau | 1974年09月17日 | 2,201      | 36,125      | ビサウ         | ポルトガル語                               |
| 西 アフリカ | リベリア         | Liberia       | 1945年11月02日 | 5,613      | 111,369     | モンロビア     | 英語                                       |
| 西 アフリカ | マリ             | Mali          | 1960年09月28日 | 24,479     | 1,240,192   | バマコ         | フランス語                                 |
| 西 アフリカ | モーリタニア     | Mauritania    | 1961年10月27日 | 5,169      | 1,030,700   | ヌアクショット | アラビア語                                 |
| 西 アフリカ | ニジェール       | Niger         | 1960年09月20日 | 27,032     | 1,267,000   | ニアメ         | フランス語                                 |
| 西 アフリカ | ナイジェリア     | Nigeria       | 1960年10月07日 | 232,680    | 923,768     | アブジャ       | 英語                                       |
| 西 アフリカ | セネガル         | Senegal       | 1960年09月28日 | 18,502     | 196,712     | ダカール       | フランス語                                 |
| 西 アフリカ | シエラレオネ     | Sierra Leone  | 1961年09月27日 | 8,642      | 72,300      | フリータウン   | 英語                                       |
| 西 アフリカ | トーゴ           | Togo          | 1960年09月20日 | 9,515      | 56,785      | ロメ           | フランス語                                 |

### 中部アフリカ
| 区分          | 国旗と国名           | 英語                             | 国連加盟年月日 | 人口(千人) | 表面積(km2) | 首都           | 公用語                                 |
| ------------- | -------------------- | -------------------------------- | -------------- | ---------- | ----------- | -------------- | -------------------------------------- |
| 中部 アフリカ | アンゴラ             | Angola                           | 1976年12月01日 | 37,886     | 1,246,700   | ルアンダ       | ポルトガル語                           |
| 中部 アフリカ | カメルーン           | Cameroon                         | 1960年09月20日 | 29,124     | 475,650     | ヤウンデ       | 英語、フランス語                       |
| 中部 アフリカ | 中央アフリカ         | Central African Republic         | 1960年09月20日 | 5,331      | 622,984     | バンギ         | フランス語、 サンゴ語                  |
| 中部 アフリカ | コンゴ民主共和国     | Democratic Republic of the Congo | 1960年09月20日 | 109,276    | 2,345,410   | キンシャサ     | フランス語                             |
| 中部 アフリカ | コンゴ共和国         | Republic of the Congo            | 1960年09月20日 | 6,333      | 342,000     | ブラザヴィル   | フランス語                             |
| 中部 アフリカ | 赤道ギニア           | Equatorial Guinea                | 1968年11月12日 | 1,892      | 28,052      | マラボ         | スペイン語、 フランス語、 ポルトガル語 |
| 中部 アフリカ | ガボン               | Gabon                            | 1960年09月20日 | 2,539      | 267,668     | リーブルヴィル | フランス語                             |
| 中部 アフリカ | サントメ・プリンシペ | São Tomé and Príncipe            | 1975年09月16日 | 236        | 964         | サントメ       | ポルトガル語                           |
| 中部 アフリカ | チャド               | Chad                             | 1960年09月20日 | 20,299     | 1,284,000   | ンジャメナ     | フランス語、 アラビア語                |
| 中部 アフリカ | （ 南カメルーン）    | Ambazonia                        | （未承認）     | -          | -           | バメンダ       | 英語                                   |

### 東アフリカ
| 区分        | 国旗と国名        | 英語        | 国連加盟年月日 | 人口(千人) | 表面積(km2) | 首都                  | 公用語                                          |
| ----------- | ----------------- | ----------- | -------------- | ---------- | ----------- | --------------------- | ----------------------------------------------- |
| 東 アフリカ | ブルンジ          | Burundi     | 1962年09月18日 | 14,048     | 27,834      | ブジュンブラ、 ギテガ | ルンディ語、 フランス語                         |
| 東 アフリカ | コモロ            | Comoros     | 1975年11月12日 | 867        | 2,235       | モロニ                | フランス語、 アラビア語、 コモロ語              |
| 東 アフリカ | ジブチ            | Djibouti    | 1977年09月20日 | 1,169      | 23,200      | ジブチ                | フランス語、 アラビア語                         |
| 東 アフリカ | エリトリア        | Eritrea     | 1993年05月28日 | 3,536      | 121,144     | アスマラ              | ディグリニャ語、 英語、アラビア語               |
| 東 アフリカ | エチオピア        | Ethiopia    | 1945年11月13日 | 132,060    | 1,104,300   | アディスアベバ        | アムハラ語                                      |
| 東 アフリカ | ケニア            | Kenya       | 1963年12月16日 | 56,433     | 591,958     | ナイロビ              | 英語、スワヒリ語                                |
| 東 アフリカ | マダガスカル      | Madagascar  | 1960年09月20日 | 31,965     | 587,041     | アンタナナリボ        | フランス語、 マダガスカル語                     |
| 東 アフリカ | マラウイ          | Malawi      | 1964年12月01日 | 21,655     | 117,726     | リロングウェ          | 英語、チェワ語                                  |
| 東 アフリカ | モーリシャス      | Mauritius   | 1968年04月24日 | 1,271      | 2,040       | ポートルイス          | 英語、 フランス語、 モーリシャス・ クレオール語 |
| 東 アフリカ | モザンビーク      | Mozambique  | 1975年09月16日 | 34,632     | 799,380     | マプト                | ポルトガル語                                    |
| 東 アフリカ | ルワンダ          | Rwanda      | 1962年09月18日 | 14,257     | 26,338      | キガリ                | ルワンダ語、 フランス語、 英語、スワヒリ語      |
| 東 アフリカ | ソマリア          | Somalia     | 1960年09月20日 | 19,009     | 637,657     | モガディシュ          | ソマリ語、 アラビア語                           |
| 東 アフリカ | セーシェル        | Seychelles  | 1976年09月21日 | 130        | 457         | ヴィクトリア          | 英語、 フランス語、 セーシェル・ クレオール語   |
| 東 アフリカ | 南スーダン        | South Sudan | 2011年07月14日 | 11,943     | 640,000     | ジュバ                | 英語                                            |
| 東 アフリカ | タンザニア        | Tanzania    | 1961年12月14日 | 68,560     | 947,303     | ドドマ                | 英語、スワヒリ語                                |
| 東 アフリカ | ウガンダ          | Uganda      | 1962年10月25日 | 50,015     | 241,550     | カンパラ              | 英語、スワヒリ語                                |
| 東 アフリカ | ザンビア          | Zambia      | 1964年12月01日 | 21,315     | 752,612     | ルサカ                | 英語                                            |
| 東 アフリカ | ジンバブエ        | Zimbabwe    | 1980年08月25日 | 16,634     | 390,757     | ハラレ                | 英語                                            |
| 東 アフリカ | （ ソマリランド） | Somaliland  | （未承認）     | -          | -           | ハルゲイサ            | ソマリ語、 英語、アラビア語                     |

### 南部アフリカ
| 区分          | 国旗と国名       | 英語         | 国連加盟年月日 | 人口(千人) | 表面積(km2) | 首都                                             | 公用語                    |
| ------------- | ---------------- | ------------ | -------------- | ---------- | ----------- | ------------------------------------------------ | ------------------------- |
| 南部 アフリカ | ボツワナ         | Botswana     | 1966年10月17日 | 2,521      | 582,000     | ハボローネ                                       | 英語、ツワナ語            |
| 南部 アフリカ | レソト           | Lesotho      | 1966年10月17日 | 2,337      | 30,355      | マセル                                           | 英語、ソト語              |
| 南部 アフリカ | ナミビア         | Namibia      | 1990年04月23日 | 3,030      | 825,229     | ウィントフック                                   | 英語                      |
| 南部 アフリカ | エスワティニ     | Eswatini     | 1968年09月24日 | 1,243      | 17,363      | ムババーネ                                       | 英語、スワジ語            |
| 南部 アフリカ | 南アフリカ共和国 | South Africa | 1945年11月07日 | 64,007     | 1,221,037   | プレトリア、 ケープタウン、 ブルームフォンテーン | 英語、 アフリカーンス語他 |

### 独立国以外の地域

#### イギリス領
- セントヘレナ・アセンションおよびトリスタンダクーニャ
- イギリス領インド洋地域（チャゴス諸島、ディエゴガルシア島）

#### フランス領
- マヨット（海外領土）
- レユニオン（海外県）（グロリオソ島、トロメリン島、ファン・デ・ノヴァ島などを含む）
- フランス領南方・南極地域（フランス領インド洋無人島群）

#### スペイン領
- カナリア諸島（自治州）
- セウタ（飛地）
- メリリャ（飛地）
- スペイン プラサス・デ・ソベラニア（チャファリナス諸島、ペニョン・デ・アルセマス、ペニョン・デ・ベレス・デ・ラ・ゴメラ）

#### ポルトガル領
- マデイラ諸島 - 本国領土の一部である離島

#### モーリシャス領
- ロドリゲス島
- カルガドス・カラホス諸島
- アガレガ諸島

### 消滅した国
- ビアフラ共和国
- オレンジ自由国
- トランスヴァール共和国
- ナタール共和国

## アフリカと「黒」
肌が黒い人類、いわゆるネグロイドの存在が他の文明に初めて記録されたのは、7世紀に北部アフリカを支配下に置いたアラブ人が、ナイル川を遡ってサハラ砂漠以南に到達したことに始まる。以後、アフリカの地名にはこの肌の色を語源として名づけられた所もあり、現在の国名に受け継がれているものもある。スーダンは、かつてのイギリス領やフランス領を含めるとアフリカ大陸の1/3を占める広大な土地を意味したが、これはアラビア語が意味する「黒い人」が語源である。
このフランス領スーダンから独立したモーリタニアはムーア人の国という意味だが、このムーアも古代ギリシア語のmauros（肌が黒い人々）を語源とする。ギニアも現在の領土よりも広い地域を指す言葉だったが、これもベルベル人の言葉で「黒い人の土地」を意味した。エチオピアもギリシア語の「aitos（日焼けした）」+「ops（顔）」+「ia（地名接尾語）」の合成語であり、やはり古代ギリシア人にとってサハラ砂漠より南の土地を包括的に示す言葉だった。ソマリアはアムハラ語で「ゾムマ（家畜を持つ人）」という説の他に、ヌビア地方の言葉で「黒い人の国」という意味だという説もある。

## 地域機構

アフリカの経済共同体(en)
CEN-SAD
COMESA
EAC
ECCAS
ECOWAS
IGAD
SADC
UMA

- AU：African Union（アフリカ連合）
  - 54カ国と地域が加盟。(2017年1月にモロッコが加盟)地域機関としては世界最大。本部：エチオピア、アジスアベバ。旧アフリカ統一機構（OAU、1963年5月設立）を改組し2002年7月に設立[97]。
- ADB：African Development Bank（アフリカ開発銀行）
- CEEAC/ECCAS：Communauté Économique des États de L’Afrique Centrale（中部アフリカ諸国経済共同体）
  - 中部アフリカ域の11カ国が加盟。本部：ガボン、リーブルヴィル。1981年12月に設立[97]。
- CEMAC：Communate Economique et Monetaire de L'Afrique Centarale（中央アフリカ経済通貨共同体）
  - 中部アフリカ域の6カ国が加盟。1996年7月に設立[97]。
- CEN-SAD/COMESSA：Community of Sahel-Saharan States（サヘル・サハラ諸国国家共同体）
  - 北部および中部アフリカ域の28国が加盟。本部：リビア、トリポリ[97]。
- COMESA：：Common Market for Eastern and Southern Africa（東南部アフリカ市場共同体）
  - 東および中央アフリカ19カ国が加盟。1981年発足の国際交易圏を改組し1994年に発足。2000年から自由貿易圏となる。事務局：ザンビア、ルサカ[97]。
- EAC：East African Community（東アフリカ共同体）
  - 東アフリカ域の5カ国が加盟。本部：タンザニア、アルーシャ。1970年代の東アフリカ共同体が1978年に消滅後、2001年に3カ国で再発足し、2007年に2カ国が加わり現在に至る[97]。
- ECOWAS：Economic Community of West African States（西アフリカ諸国経済共同体）
  - 西アフリカ域の15カ国が加盟。経済統合を目的とする[97]。
- IGAD：Intergovernmental Authority on Development in Eastern Africa（政府間開発機構）
  - 東アフリカ域の7カ国が加盟[97]。
- SACU：Southern Africa Customs Union（南部アフリカ関税同盟）
  - 南アフリカ域の5カ国が加盟。1910年に旧イギリス連邦国間で締結された、関税同盟としては世界初の組織[97]。
- SADC：Southern African Development Community（南部アフリカ開発共同体）
  - 南アフリカ域の15カ国が加盟。事務局：ボツワナ、ハボロネ。アパルトヘイト政策当時の南アフリカからの経済的自立をめざして1980年に発足。1992年に民主化した南アフリカも加わり、現在の組織に改組[97]。
- UEMOA：Union Economique et Monétaire Ouest Africaine（西アフリカ経済通貨同盟）
  - 西アフリカ域の8カ国が加盟[97]。
- UMA/AMU：Union of the Arab Maghreb（アラブ・マグレブ連合）
  - 北アフリカ域のマグリブ地区5カ国が加盟。本部：モロッコ、ラバト。1989年に経済協力を目的に設立[97]。